# Vitry-sur-Seine
Vous lisez un « bon article » labellisé en 2012.
Pour les articles homonymes, voir Vitry.
Vitry-sur-Seine est une commune française située dans le département du Val-de-Marne en Île-de-France, à environ quatre kilomètres au sud de Paris.
Située sur la rive gauche de la Seine, la commune est traversée par la ligne de chemin de fer Paris - Bordeaux. Faiblement urbanisée au début du XXe siècle, elle connaît une croissance démographique à partir de l'entre-deux-guerres pour atteindre 95 282 habitants en 2022, devenant ainsi la commune la plus peuplée du département du Val-de-Marne. Historiquement siège de nombreuses carrières et pépinières, notamment pour les lilas, la commune s'est fortement industrialisée au cours du XXe siècle. La commune fait partie de la Ceinture Rouge, avec une municipalité communiste à la tête de la ville depuis 1925. Ses habitants sont appelés les Vitriots.

## Géographie

### Localisation
La commune de Vitry-sur-Seine est la plus grande du Val-de-Marne par sa superficie (11,67 km2) et la première par son nombre d'habitants devant Créteil. Elle est bordée au nord par Ivry-sur-Seine, à l’est par Alfortville, au sud par Choisy-le-Roi et Thiais et à l’ouest par Chevilly-Larue et Villejuif.
Ses limites géographiques sont la Seine à l’est, l’autoroute A86 au sud, la route nationale 7 à l’ouest, et au nord, en partie, le glacis sud du fort d'Ivry.

### Communes limitrophes
Les communes limitrophes sont Ivry-sur-Seine, Alfortville, Chevilly-Larue, Choisy-le-Roi, Thiais et Villejuif.

### Géologie et relief
La commune se situe au cœur du bassin parisien, unité géologique constituée de roches relativement jeunes, partout recouverte d’alluvions plus ou moins récentes. La Seine en creusant son lit a formé le plateau de Longboyau, Vitry-sur-Seine étant située au nord de ce plateau. La commune s'étend du plateau jusqu'à la vallée de la Seine.
Le sous-sol de la commune a été exploité jusqu'au début du XXe siècle pour fournir des matériaux de construction dans toute la région, ce qui explique la présence d’anciennes carrières, notamment sur le plateau. On retrouve du calcaire grossier au nord du territoire communal au niveau du fort d'Ivry et du quartier des Malassis, du gypse au sud, et du sable du lit de la Seine sur la plaine alluviale.

### Hydrographie

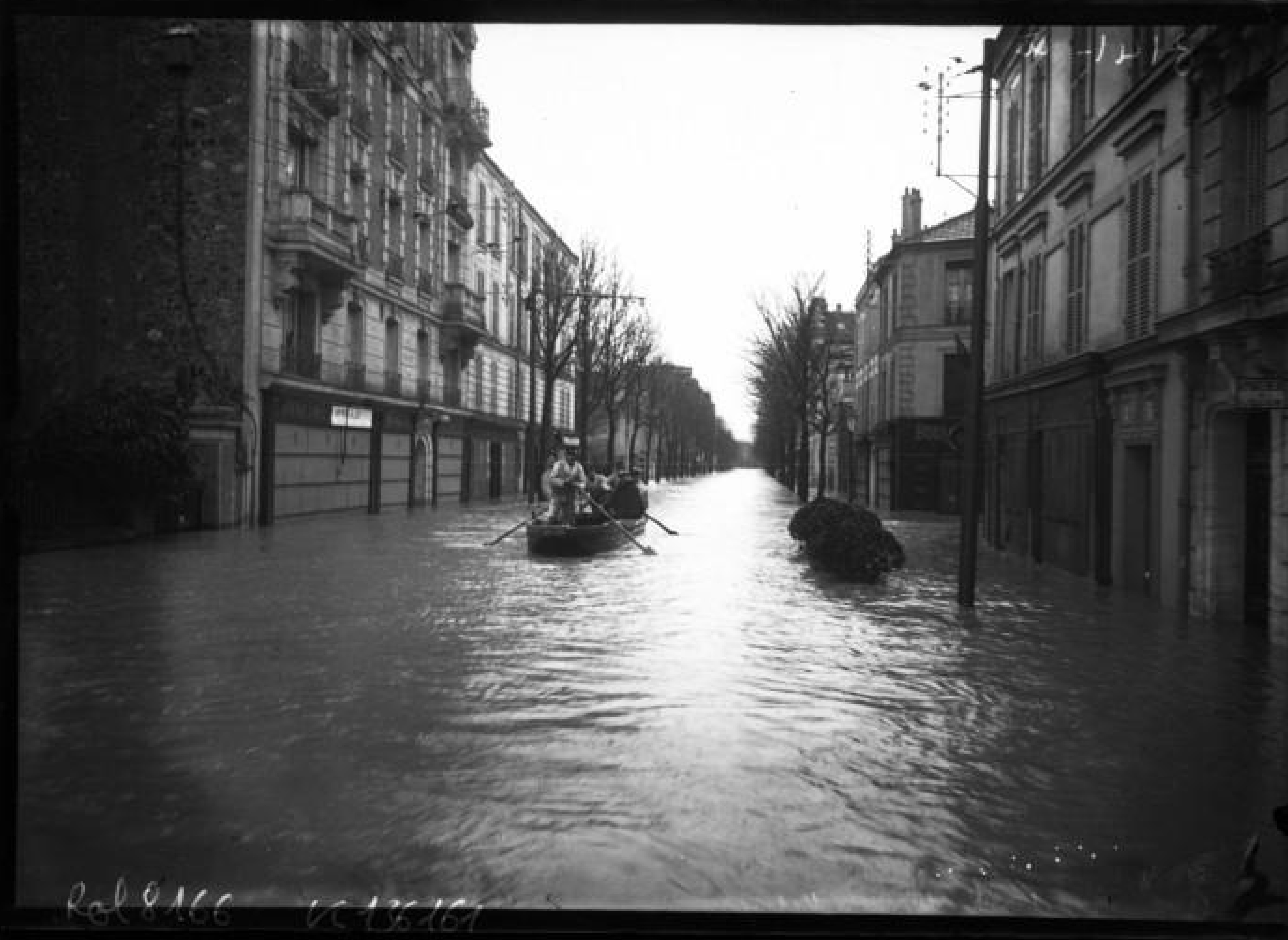
Barque dans la rue Nationale (actuelle avenue Anatole-France) durant la crue de la Seine de 1910.

La ville est bordée à l'est sur 3,8 km par la Seine, dont le régime est relativement régulier. Elle est néanmoins sujette à des crues importantes, dont la dernière remonte à 1956. Depuis la construction en amont de quatre barrages-réservoirs entre 1949 et 1990 le long de la Seine, le nombre de crues petites et moyennes a diminué.
La crue de la Seine de 1910, considérée comme une crue centennale, a marqué la ville, dévastant 1 500 logements et laissant 8 000 habitants sans abri. Cependant, les inondations par crue et débordement de la Seine sont des phénomènes lents, et en janvier 1910 la montée des eaux n’a pas dépassé un mètre en 24 heures.
Le barrage éclusé de Port-à-l'Anglais, achevé en 1864, est situé sur la rive gauche, côté Vitry-sur-Seine. L'écluse mesure 180 m de long sur 12 m de large. Face à l'augmentation du trafic, une seconde écluse est construite sur la rive d'Alfortville en 1902. Devenues vétustes, les différentes installations du barrage sont reconstruites entre 1971 et 1973, 60 m plus en amont.

### Climat
Pour des articles plus généraux, voir Climat de l'Île-de-France et Climat du Val-de-Marne.
En 2010, le climat de la commune est de type climat océanique dégradé des plaines du Centre et du Nord, selon une étude du CNRS s'appuyant sur une série de données couvrant la période 1971-2000. En 2020, Météo-France publie une typologie des climats de la France métropolitaine dans laquelle la commune est exposée à un climat océanique altéré et est dans la région climatique Sud-ouest du bassin Parisien, caractérisée par une faible pluviométrie, notamment au printemps (120 à 150 mm) et un hiver froid (3,5 °C).
Pour la période 1971-2000, la température annuelle moyenne est de 12,4 °C, avec une amplitude thermique annuelle de 15,5 °C. Le cumul annuel moyen de précipitations est de 636 mm, avec 10,9 jours de précipitations en janvier et 7,7 jours en juillet. Pour la période 1991-2020, la température moyenne annuelle observée sur la station météorologique la plus proche, située sur la commune de Choisy-le-Roi à 3 km à vol d'oiseau, est de 12,7 °C et le cumul annuel moyen de précipitations est de 607,2 mm,. Pour l'avenir, les paramètres climatiques de la commune estimés pour 2050 selon différents scénarios d'émission de gaz à effet de serre sont consultables sur un site dédié publié par Météo-France en novembre 2022.
| Mois                                  | jan.             | fév.            | mars          | avril         | mai           | juin          | jui.          | août           | sep.          | oct.          | nov.          | déc.          | année      |
| ------------------------------------- | ---------------- | --------------- | ------------- | ------------- | ------------- | ------------- | ------------- | -------------- | ------------- | ------------- | ------------- | ------------- | ---------- |
| Température minimale moyenne (°C)     | 2,8              | 2,7             | 4,8           | 7,3           | 10,7          | 13,9          | 15,8          | 15,6           | 12,5          | 9,2           | 5,6           | 3,3           | 8,7        |
| Température moyenne (°C)              | 5,3              | 5,8             | 8,8           | 12,1          | 15,6          | 18,9          | 21            | 20,9           | 17,2          | 12,9          | 8,4           | 5,7           | 12,7       |
| Température maximale moyenne (°C)     | 7,7              | 8,9             | 12,8          | 16,9          | 20,5          | 23,8          | 26,2          | 26,2           | 21,9          | 16,6          | 11,1          | 8,1           | 16,7       |
| Record de froid (°C) date du record   | −11,5 01.01.1997 | −9,5 07.02.1991 | −7 02.03.05   | −1 14.04.19   | 1 07.05.1997  | 6 07.06.05    | 8 11.07.1993  | 7,5 28.08.1998 | 4 30.09.1995  | −1 24.10.03   | −7 24.11.1998 | −8 31.12.1996 | −11,5 1997 |
| Record de chaleur (°C) date du record | 16 12.01.04      | 21,2 27.02.19   | 26,2 31.03.21 | 29,6 18.04.18 | 33,3 27.05.05 | 37,5 27.06.11 | 41,7 25.07.19 | 40,5 12.08.03  | 35,3 14.09.20 | 28,9 03.10.11 | 21 08.11.15   | 17 16.12.1989 | 41,7 2019  |
| Précipitations (mm)                   | 49,5             | 43,3            | 43,3          | 44,7          | 58,6          | 54,5          | 53            | 52,5           | 43,2          | 51,6          | 52,7          | 60,3          | 607,2      |

### Milieux naturels et biodiversité
Les espaces verts représentent 25 % de la surface totale de la ville, soit 1 168 hectares, dont 80 hectares d'espaces verts municipaux, 100 hectares pour le parc départemental des Lilas et 5 000 jardins privatifs. Il existe trois grands parcs dans la ville, le parc du Coteau-Marcel Rosette, le parc Daniel-Ferry à destination des enfants, et le parc Joliot-Curie. La ville compte également neuf squares, sept places et des promenades.

## Urbanisme

### Typologie
Au 1er janvier 2024, Vitry-sur-Seine est catégorisée grand centre urbain, selon la nouvelle grille communale de densité à sept niveaux définie par l'Insee en 2022.
Elle appartient à l'unité urbaine de Paris, une agglomération inter-départementale regroupant 407  communes, dont elle est une commune de la banlieue,,. Par ailleurs la commune fait partie de l'aire d'attraction de Paris, dont elle est une commune du pôle principal,. Cette aire regroupe 1 929 communes,.

### Occupation des sols
Vitry-sur-Seine a une occupation des sols dont l'espace urbain construit est de 80,2% (932,00 hectares), l'espace urbain non construit est de 10,8% (125,07 hectares) et l'espace rural est de 9,0% (104,78 hectares). On aperçoit, d'après ces recherches, que Vitry-sur-Seine est une commune plus urbanisée qu'en général, c'est-à-dire que l'espace urbain construit est plus important que celui non construit et rural.
| Type d’occupation           | Pourcentage | Superficie (en hectares) |
| --------------------------- | ----------- | ------------------------ |
| Espace urbain construit     | 80,2 %      | 932,00                   |
| Espace urbain non construit | 10,8 %      | 125,07                   |
| Espace rural                | 9,0 %       | 104,78                   |
| Source : Iaurif'-MOS 2008'  |             |                          |

### Quartiers
La ville est découpée en onze quartiers selon le redécoupage des comités de quartiers adopté par le conseil municipal le 24 juin 2009. Chacun a pour référent un ou plusieurs élus qui, avec les habitants qui le souhaitent, constituent le conseil de quartier.

### Habitat et logement

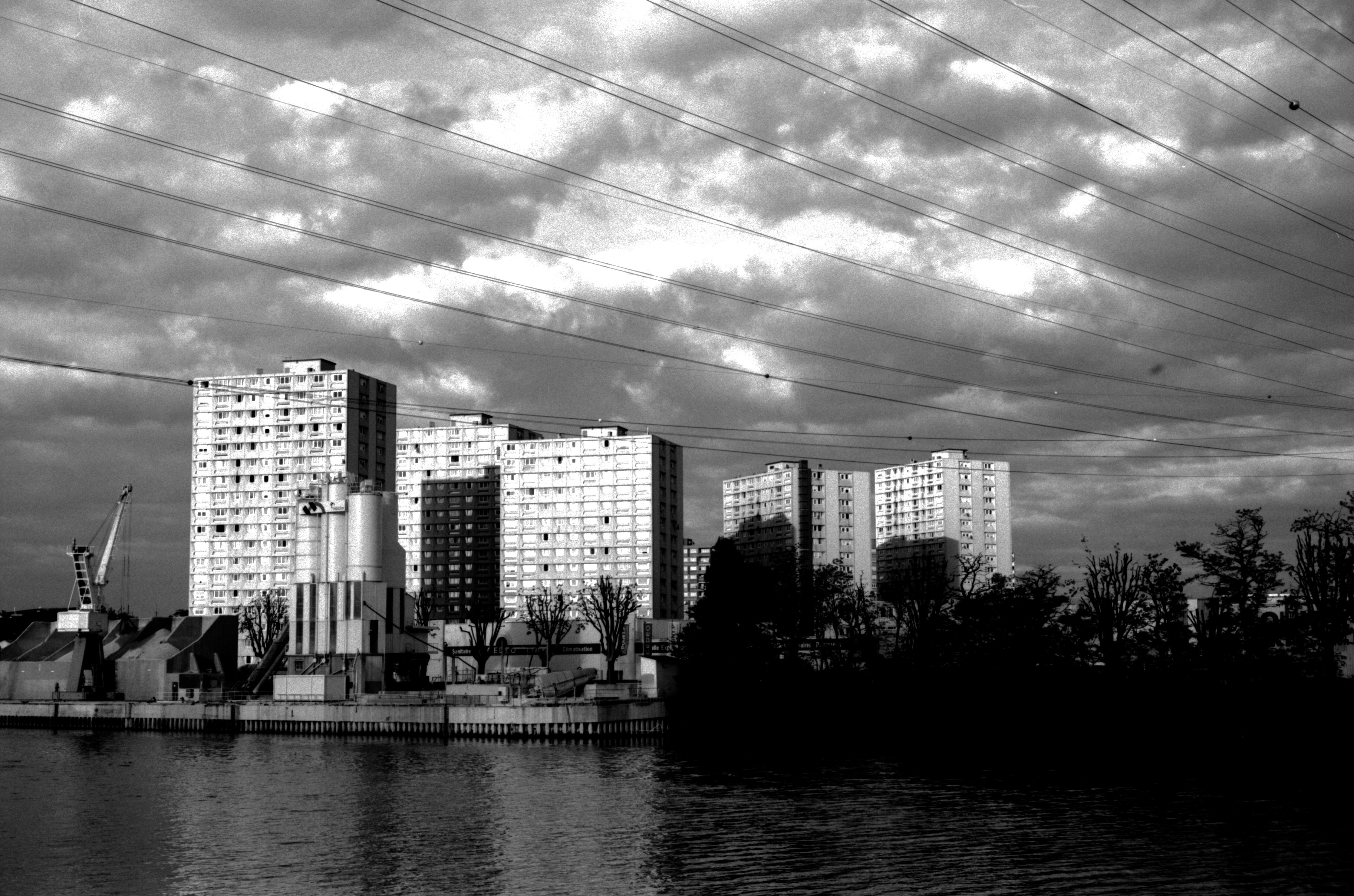
Immeubles à Alfortville.

En 2018, le nombre total de logements dans la commune était de 40 050, alors qu'il était de 37 344 en 2013 et de 34 677 en 2008.
Parmi ces logements, 93,8 % étaient des résidences principales, 1,4 % des résidences secondaires et 4,8 % des logements vacants. Ces logements étaient pour 18,8 % d'entre eux des maisons individuelles et pour 79,6 % des appartements.
Le tableau ci-dessous présente la typologie des logements à Vitry-sur-Seine en 2018 en comparaison avec celle du Val-de-Marne et de la France entière. Une caractéristique marquante du parc de logements est ainsi la proportion de résidences secondaires et logements occasionnels (1,4 %) inférieure à celle du département (1,8 %) et à celle de la France entière (9,7 %). Concernant le statut d'occupation de ces logements, 36,5 % des habitants de la commune sont propriétaires de leur logement (38,5 % en 2013), contre 45 % pour le Val-de-Marne et 57,5 % pour la France entière.
| Typologie                                               | Vitry-sur-Seine | Val-de-Marne | France entière |
| ------------------------------------------------------- | --------------- | ------------ | -------------- |
| Résidences principales (en %)                           | 93,8            | 92,5         | 82,1           |
| Résidences secondaires et logements occasionnels (en %) | 1,4             | 1,8          | 9,7            |
| Logements vacants (en %)                                | 4,8             | 5,7          | 8,2            |

Plusieurs formes d'habitat se situent à Vitry-sur-Seine, le parc de logements comportant un nombre important de logements sociaux de type HLM (plus de 40 % du parc), et un parc de logements privés comprenant une forte proportion de maisons individuelles (plus de 30 % du parc privé). Près de 60 % des logements ont été construits entre 1949 et 1974, mais on peut noter que le parc de logements est actuellement en croissance, principalement aux abords de la D5 et le long d’un axe centre-ville/gare RER.

### Planification de l'aménagement
Le plan local d'urbanisme (PLU) de la commune a été révisé en 2006 à partir des conclusions d'une enquête faite en 2003 auprès des habitants et dont les résultats ont fait l'objet d'un projet d'aménagement et de développement durable (PADD). L'élaboration de ce PLU s'est achevée par l'adoption du projet définitif lors d'un vote du conseil municipal le 17 mai 2006.

### Voies de communication et transports

#### Voies routières

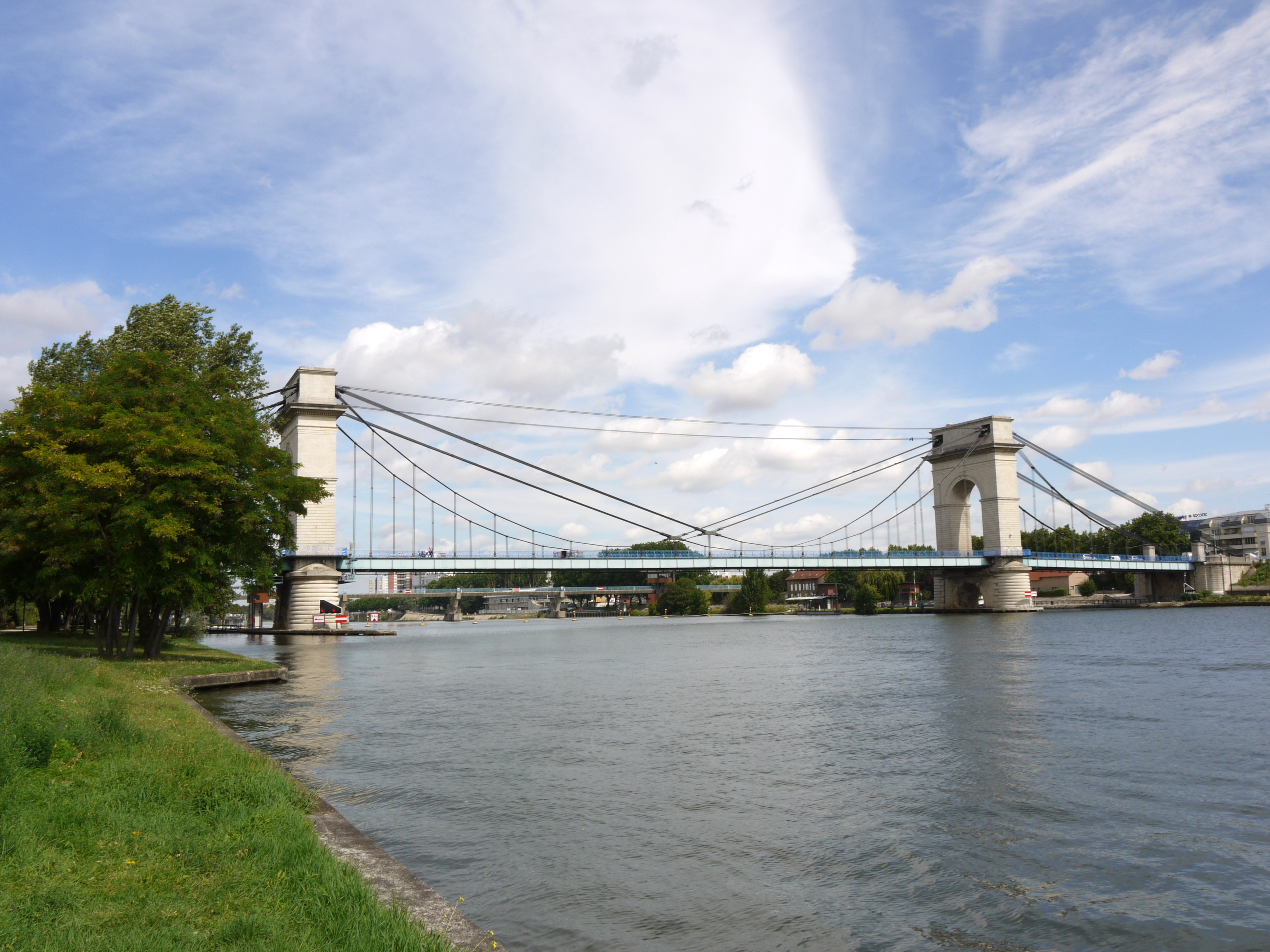
Pont suspendu du Port-à-l'Anglais.

Le réseau routier de Vitry-sur-Seine comprend plusieurs catégories de voies. Une autoroute borde la commune au sud, l'A86 (sortie no 24). Le réseau routier départemental est composé de deux voies magistrales, du nord au sud la D5 (ex-N305) et à l'ouest la D7 (ex-N7), de trois voies principales, d'est en ouest la RD148, du nord au sud la RD152 et du nord-est à l'ouest la RD155, et d'une voie secondaire, du nord au sud la RD274. Au total, Vitry-sur-Seine compte 125 km de voiries, dont 100 km de voies communales.
Le seul franchissement de la Seine entre Vitry-sur-Seine et Alfortville se fait au pont du Port-à-l'Anglais, implanté sur la RD148.

#### Pistes cyclables
La ville compte 11 km de pistes cyclables, et notamment tout le long de la Seine.

#### Chemin de fer

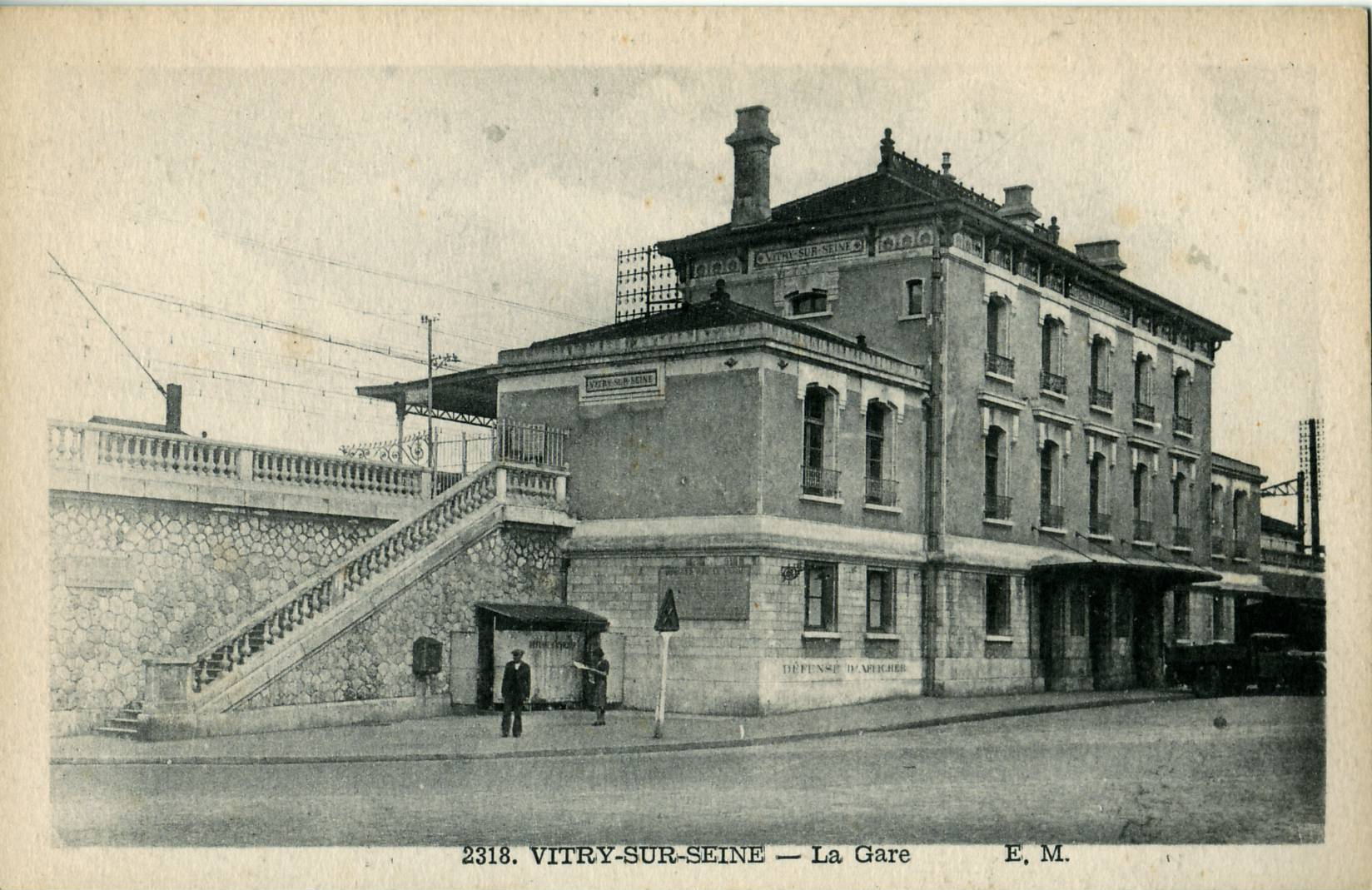
Carte postale ancienne (années 1920) de la gare de Vitry-sur-Seine.

Vitry-sur-Seine est desservie par la ligne C du RER d'Île-de-France grâce à deux stations, les gares de Vitry-sur-Seine et des Ardoines, toutes deux situées sur la ligne de Paris-Austerlitz à Bordeaux-Saint-Jean et en zone 3 du système de tarification des transports en commun d'Île-de-France. La desserte se fait par les missions origine / destination Massy - Palaiseau (MONA) et Pont de Rungis - Aéroport d'Orly (ROMI). Ce sont des trains qui utilisent la ligne de Choisy-le-Roi à Massy - Verrières, élément de la grande ceinture de Paris. Les trains se dirigeant vers d'autres lignes par Juvisy traversent les deux gares de Vitry-sur-Seine sans arrêt. Pour atteindre Juvisy-sur-Orge ou les gares situées plus au sud, il faut changer de train à Choisy-le-Roi.
Le temps de parcours Vitry-sur-Seine - Saint-Michel - Notre-Dame (correspondance avec le RER B) est de treize minutes, et la gare de la Bibliothèque François-Mitterrand (correspondance avec la ligne 14 du métro de Paris) peut être rejointe en six minutes. Les trains se succèdent toutes les quinze minutes, tout au long de la journée, quel que soit le jour de la semaine. Les lignes de bus sur le territoire de la commune ne sont pas configurées pour assurer la correspondance avec le RER C, mais avec le métro de Paris (voir ci-dessous).

#### Transports
Vitry-sur-Seine n'est traversée par aucune ligne de métro, mais le nord et l'ouest de la commune sont toutefois desservies par les deux branches de la ligne 7 du métro de Paris. La ligne de bus RATP no 182 fait la navette entre le terminus Mairie d'Ivry et la gare de Villeneuve-Triage, en traversant Vitry-sur-Seine du nord au sud suivant un itinéraire proche de la voie ferrée. La gare des Ardoines est desservie au passage, mais à une certaine distance. Depuis la mairie d'Ivry-sur-Seine (et la bibliothèque François-Mitterrand), la ligne RATP no 132 se dirige vers la mairie de Vitry-sur-Seine et trouve son terminus à la station « Moulin Vert » de la ligne 7 du tramway d'Île-de-France : c'est l'unique terminus d'une ligne de bus sur le territoire communal. Un second  est représenté par la ligne RATP no 382, qui quant à elle fait la navette entre la Gare de Pont de Rungis - Aéroport d’Orly et celle de la Gare des Ardoines. La ligne de Tramway T9 traverse la commune en passant par la mairie.
Les lignes de bus RATP no 172 et 180 établissent la correspondance avec le métro à Villejuif - Louis Aragon et traversent la commune d'ouest en est. La première se rend à Créteil - L'Échat ; la seconde se rend à Charenton - Écoles ; les deux terminus étant situés sur la ligne 8 du métro de Paris. Les stations de métro Villejuif - Léo Lagrange et Villejuif - Paul Vaillant-Couturier ne sont éloignées que de quelques centaines de mètres des quartiers nord-ouest de Vitry-sur-Seine. Une troisième liaison ouest-est a son terminus à la gare de Vitry-sur-Seine ; il s'agit de la ligne RATP no 217 vers Mairie d'Alfortville et Hôtel de ville de Créteil. C'est avec la ligne RATP no 180 la seule ligne à desservir la gare de Vitry-sur-Seine. Finalement, les lignes RATP no v7 et 185 traversent le territoire communal en périphérie, sans atteindre le centre-ville.
L'ensemble des lignes de bus mentionnées fonctionnent tous les jours de l'année du matin jusqu'après minuit, et les jours ouvrables, les fréquences minimales en pleine journée ne tombent pas en dessous de quinze minutes. Deux lignes ont le label Mobilien, à savoir les lignes 172 et 180 et proposent aux voyageurs une plus grande fréquence de passage des autobus avec une amplitude de fonctionnement plus importante le matin et le soir. Entre la fin et le début de service des lignes ordinaires, trois lignes Noctilien prennent le relais : la N31 sur l'itinéraire de la ligne de tramway T9 , et la N133 sur l'itinéraire de la ligne RATP no 182, avec toutefois des origines et destinations différentes. La N22 ne touche Vitry-sur-Seine qu'en périphérie.
Depuis le 2 mars 2015, la ligne 9 du réseau de bus Bord de l'Eau exploité par Keolis Seine Val-de-Marne (anciennement Athis Cars) est prolongée jusqu’au centre commercial de Vitry-sur-Seine, situé à proximité du Pont du Port à l’Anglais, assurant ainsi une nouvelle desserte de la zone industrielle des Ardoines. Cette même ligne 9 est devenue en 2021 la ligne 282 du réseau de bus de Seine Grand Orly lors de la mise en service de la ligne 9 du tramway d'Île-de-France.

#### Tramway
La ligne 7 du tramway d'Île-de-France, mise en service le 16 novembre 2013, longe Vitry-sur-Seine sur sa partie est en suivant le tracé de la route nationale 7. Cette ligne fait la navette entre la station Villejuif - Louis Aragon et la commune d'Athis-Mons, avec deux arrêts en périphérie de Vitry-sur-Seine: « Domaine Chérioux » et « Moulin Vert ».

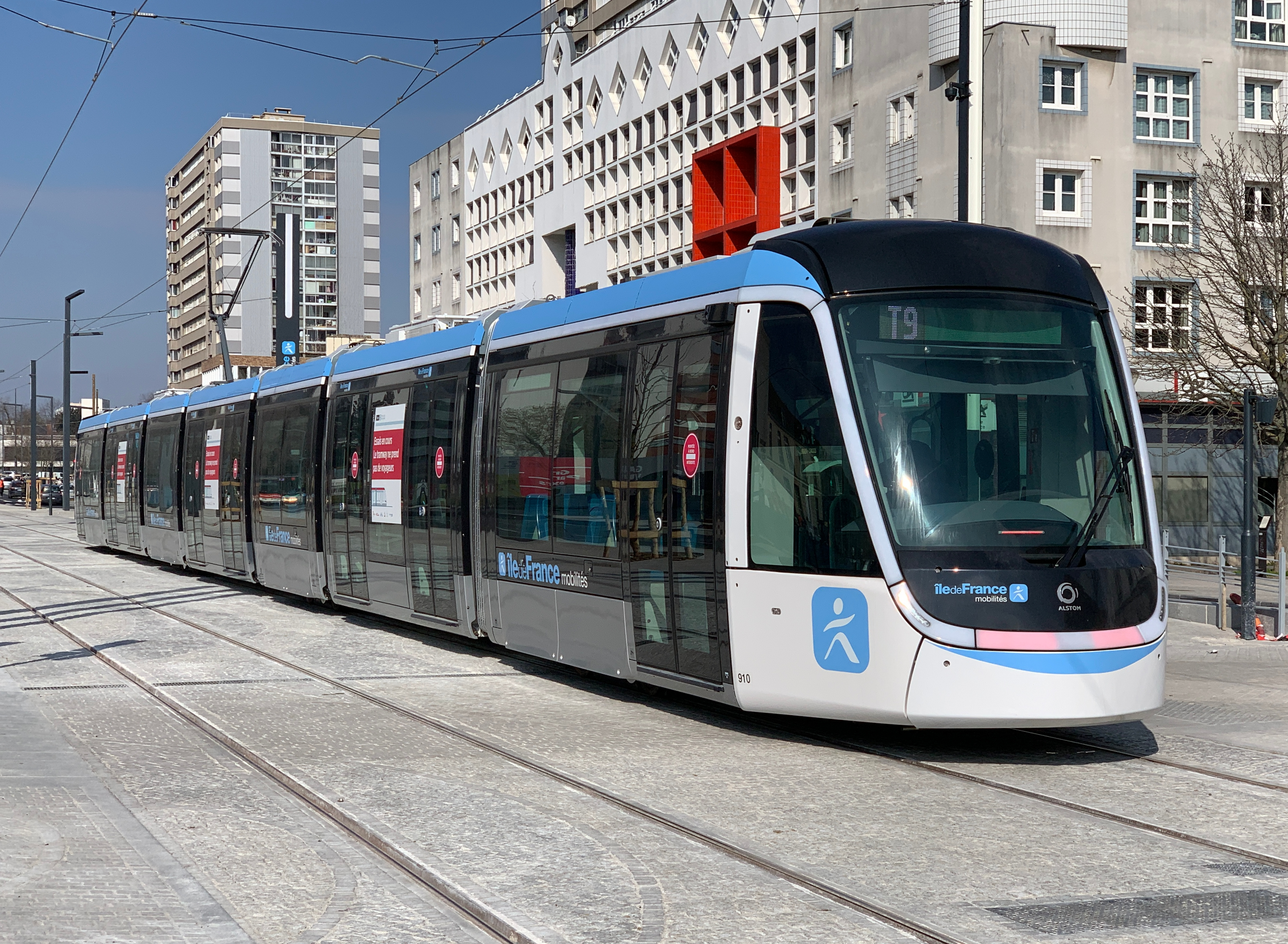
Une rame au niveau de la station Mairie de Vitry-sur-Seine.

La ligne 9 du tramway, mise en service le 10 avril 2021, remplace l'ancienne ligne RATP no 183, alors la plus fréquentée d’Île-de-France avec 57 000 voyageurs par jour et 16 millions de voyageurs par an. Ce tramway scinde la commune suivant la départementale 5. Elle sera notamment en correspondance avec la ligne 15 du métro à la station Mairie de Vitry-sur-Seine.

#### Projets

##### Métro
Le projet de métro automatique Grand Paris Express prévoit la traversée de Vitry-sur-Seine par la section sud de la ligne 15 circulaire, initialement prévue à l’horizon 2022. Repoussée à de multiples reprises, la dernière échéance annoncée est pour l'été 2026.
Ce projet nécessite la création de la gare « Mairie de Vitry-sur-Seine » et l’aménagement de la gare des Ardoines,,.

##### Bus
La création d'une ligne de bus à haut niveau de service en site propre est à l'étude et deviendrait la ligne 5 du T Zen,. Ce projet vise à relier la gare de la Bibliothèque François-Mitterrand à la gare de Choisy-le-Roi via la gare des Ardoines pour une mise en service en 2019. Un autre projet de création de ligne de bus nord/sud devrait aussi voir le jour avec un transport en commun « Arc Sud » reliant la ligne 7 du tramway d'Île-de-France au futur tramway sur la D5, à la gare des Ardoines et à la ligne D du RER d'Île-de-France, en utilisant les ponts des voies ferrées et de la Seine. Enfin, le prolongement de la ligne no 132 de la cité du Moulin Vert vers la ligne 7 du tramway d'Île-de-France est prévu à hauteur de la station « Petite Bretagne ».

#### Transport aérien et accès à l'aéroport
Vitry-sur-Seine est située à proximité de l'aéroport de Paris-Orly. La ligne C du RER permet de rejoindre directement la station Pont de Rungis - Aéroport d'Orly depuis deux gares de la commune sur le RER C : Vitry-sur-Seine et Les Ardoines.

## Toponymie

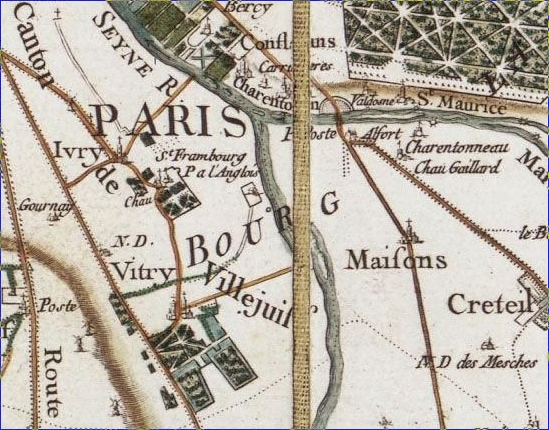
Détail de la carte de Cassini (1750).

Le nom de la localité est attesté sous les formes latinisées Victoriacum[réf. nécessaire], puis, au IXe siècle, Vitriacum Vitrii-les-Parisii[Quand ?], Vitri-lèz-Paris[Quand ?]. Sur un plan des années 1550, la commune porte le nom Viteri
Il s'agit d'un type toponymique gallo-roman fréquent basé sur l'anthroponyme latin Victorius (porté par un autochtone, cf. Victor), suivi du suffixe -acum d'origine gauloise, marquant la propriété, d'où le sens global de « domaine de Victorius ».
Le déterminant complémentaire les-Parisii fait référence, soit aux Parisii, soit à sa situation « près de Paris », -lèz-Paris ayant effectivement ce sens en ancien français.

### Dénomination de la commune
Comme pour beaucoup de localités proches de grandes villes, il a été de coutume de faire suivre le Vitry du nom de sa grande voisine, et la fin du XIVe siècle la ville s'est ainsi nommée « Vitry-près-Paris ». Cependant, à partir de la fin du XVIe siècle, les registres paroissiaux ainsi que les actes notariés portent fréquemment la mention de « Vitry-sur-Seine ». Au XVIIe siècle, compte tenu de l'importance prise par les pépiniéristes, la question a été posée de savoir si « Vitry-sur-Seine » ne deviendrait pas « Vitry-aux-Arbres »,. En 1897, le conseil municipal opte finalement pour « Vitry-sur-Seine ».

### Toponymie de détail
En 1280, les Langlois, anciens serfs du chapitre Notre-Dame, s'installent au bord de la Seine, construisent une ferme et creusent un port, dénommé « Port à Langlois ». Au cours des siècles, et du fait des déformations successives, le lieu-dit devient « Port-à-l'Anglais », et constitue un des deux villages qui formeront plus tard la ville de Vitry-sur-Seine.
Durant la Révolution, ce Port-à-l'Anglais porte le nom de Port-de-Marat.

## Histoire

### Préhistoire et Antiquité
Lors de fouilles archéologiques, un squelette de Palaeotherium, sorte de tapir, datant de l'ère tertiaire et conservé au Muséum national d'histoire naturelle à Paris, et les restes d'un Anoplothérium, lointain parent de l'antilope, ont été retrouvés sur le territoire de la commune.
Des outils paléolithiques et néolithiques ont été retrouvés dispersés un peu partout sur le territoire de la commune, en particulier autour du « Port à l’Anglais » et dans les carrières de Gournay. Des sites datant de l’âge du bronze et de l'âge du fer ont été mis au jour dans le parc des Lilas. Plusieurs fosses complexes, des vestiges de structures de combustion de même qu'un vase entier vieux de 6 500 ans ont été observés à cette occasion, et pourraient indiquer qu'une partie du parc était cultivée dès le néolithique.
Une sépulture isolée datant du IIIe siècle av. J.-C. a été découverte sur le coteau. Une vaste nécropole de la même période a été découverte dans la plaine de Vitry. La présence de nombreuses épées aux côtés des défunts, dont l’une conservée au musée Carnavalet, démontre l’existence d’une élite de guerriers Parisii sur ce territoire. De même, plusieurs structures agricoles et une inhumation datant d'avant l'invasion romaine ont été fouillées à la fin des années 1990 sur le plateau, au sein du « Parc des Lilas ».
Au cours de la Guerre des Gaules, la direction de la défense de Lutèce fut confiée à Camulogène, cet épisode étant connu comme la « bataille de Lutèce ». Le lieu précis où cette bataille a été donnée a beaucoup préoccupé les érudits, mais de nombreux indices donnent à croire que cette bataille aurait eu lieu dans la plaine de Vitry en 52 av. J.-C.,. La bataille oppose les légions romaines commandées par Titus Labienus et une coalition Gauloise composée de Sénons, de Parisii et d'Aulerques Éburovices dirigés par Camulogène, qui sera tué lors de la bataille. À la suite de cette victoire, les Romains se rendent à Agedincum reprendre leurs bagages et rejoignent ensuite César revenant de Gergovie.
On peut retrouver les marques d'une voie romaine empierrée sous l’avenue de Choisy à Paris et dans une sablière à Orly, qui se poursuivait à l’origine à Vitry-sur-Seine au niveau de la rue Constant Coquelin. Cette ancienne voie royale est devenue la route nationale 305.

### Moyen Âge

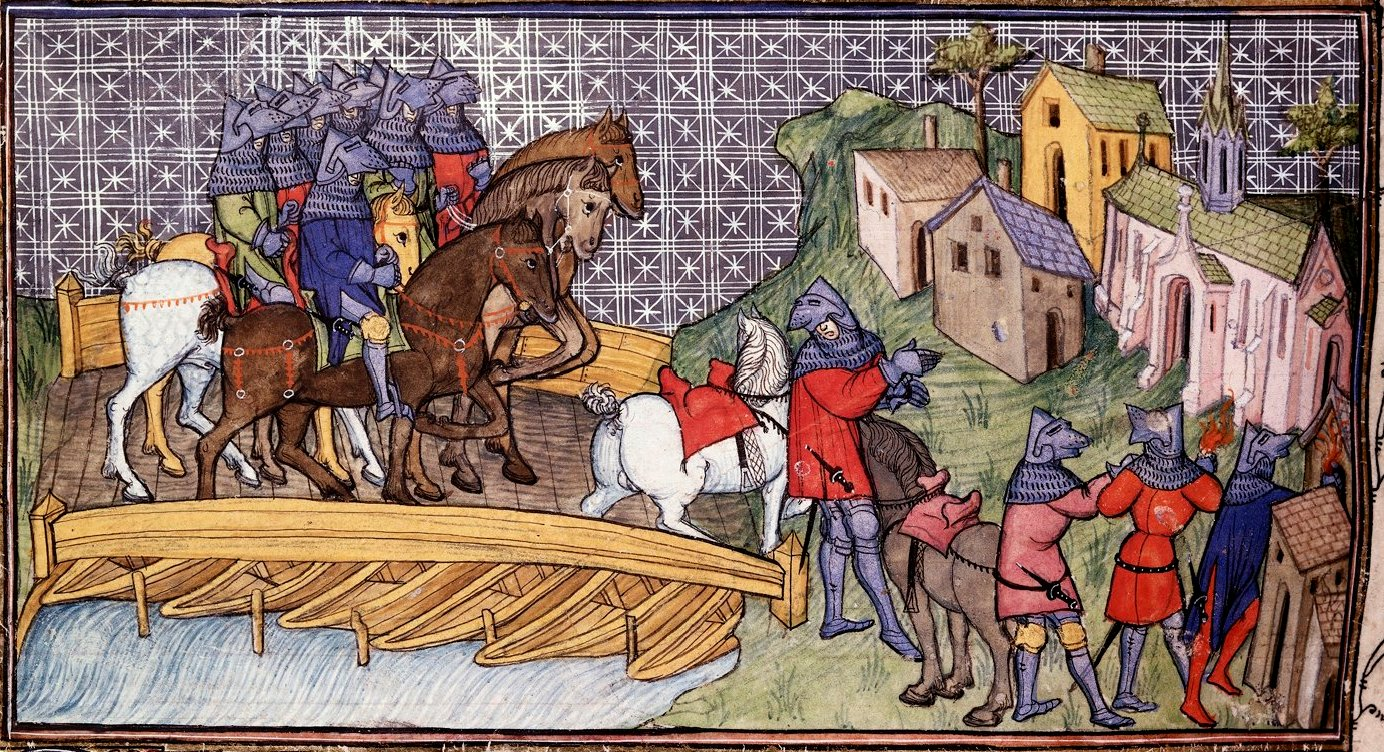
Troupes anglaises franchissant la Seine et pillant Vitry durant la guerre de Cent Ans (miniature du XIVe siècle).

La prise de Lutèce par Clovis au Ve siècle entraîne l'installation de fermes sur le territoire de Vitry, au niveau du Port-à-l'Anglais et sur les pentes du plateau. À la mort de Clovis, le royaume est partagé, et le village fait partie du domaine royal du royaume de Neustrie.
Au IXe siècle les vikings (futurs Normands) attaquent et brûlent les faubourg de Paris, de même que les campagnes aux alentours, et pillent Vitry en 886 et 887, détruisant l'église Saint-Gervais-et-Saint-Protais.
Au XIIe siècle, on commence à trouver la mention de Vitry sur certains actes. Jusqu'au XIIIe siècle, la presque totalité des biens appartient à des ordres religieux. À la fin du XIVe siècle, Vitry jouit déjà d'une administration municipale. En 1462, une visite archidiaconale indique que les deux paroisses comptent environ 47 feux (47 foyers), soit approximativement 211 habitants. Au XVe siècle, des laïcs commencent à acheter des terres aux communautés religieuses, formant des fiefs appartenant à des seigneurs qui sont dits « en partie seigneurs de Vitry ».
Lors de la Grande Jacquerie en 1358, les rebelles parisiens unis aux Jacques parcourent la banlieue de Paris pour dévaster les propriétés des conseillers du régent Charles II de Navarre. Au cours de sa lutte avec Étienne Marcel, le dauphin Charles plaça son camp à Charenton afin de resserrer le blocus de Paris, et le Port-à-L'Anglais fut le théâtre de combats sanglants. Vitry est une des localités les plus éprouvées et en réparation de ces dommages, Charles rend le 16 mai 1370 une ordonnance exemptant de prises (taxes) les habitants.
En 1434, des combats sont rapportés autour du port entre Armagnacs et Bourguignons, et la ville est mise à sac par des bandes de brigands.
En 1465, la guerre du Bien public entre le roi Louis XI et certains grands seigneurs qui sont venus investir Paris par le sud touche à sa fin. Les Bourguignons assemblent un pont de bateaux au Port-à-L'Anglais pour traverser la Seine, mais ne parviennent pas à débarquer.

### Époque moderne

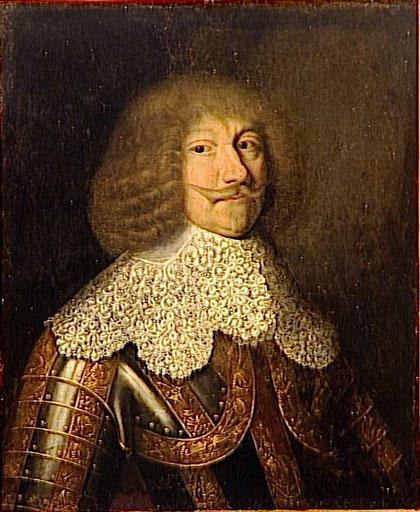
Nicolas de L'Hospital, maréchal de Vitry (1581-1644).

En 1572, les réformés tentent de fuir Paris par la Seine lors de la Saint-Barthélemy, mais sont bloqués par un barrage de bateaux au Port-à-l'Anglais par le maître passeur d’eau Nicolas Surgert, agent du duc de Guise, et permet le massacre des protestants qui fuyaient Paris.
Une erreur à éviter : on associe souvent le maréchal-duc de Vitry (Nicolas de L'Hospital) à Vitry-sur-Seine. À la suite de l'assassinat d'Henri IV, c'est le favori de Marie de Médicis, le maréchal Concino Concini qui règne sur la France. Louis XIII de France opéra un coup de force : ne pouvant arrêter Concini qui disposait d’une armée personnelle de plus de 7 000 soldats, le roi fit assassiner le maréchal à coups de pistolet par Nicolas de L'Hospital, alors marquis de Vitry, capitaine des gardes du corps, le 24 avril 1617 dans la cour du Louvre. Louis XIII se serait alors écrié : « Vitry, tu m'as fait roi! ». Pour cette action, Nicolas de Vitry est fait maréchal de France, et plus tard duc de Vitry (cf. Arc et Châteauvillain). Mais en fait il s'agit d'une confusion avec Vitry-en-Brie (ou Vitry-Coubert) à Guignes, qui était un fief familial des L'Hospital.
Au XVIIe siècle, de terribles épidémies de peste ravagent la population et Vitry, comme d'autres villages d'Île-de-France, est décimée. Une plaque dans l'église Saint-Germain rappelle ce fléau :
« Icy reposent les corps d'Antoine de La Loevre, vivant seigneur du Malay en Bourbonnais et de La Bretesche en Brie, mort de la peste, le 15e jour d'octobre de l'an 1631, enterré dans le cimetière de Vitry sur Seine, proche de la croix et de très noble dame Loyse Le Camus, sa femme aussi morte de la peste dans le même lieu le 17e jour d'octobre de l'an 1631, deux jours après son mary. Noble homme François de La Loevre, leur fils escuyer procureur en la chambre des comptes de Paris, a fait mettre cette épitaphe pour servir de monument, à la postérité du respect qu'il avait pour leur mémoire. »
Les guerres de la Fronde amènent leur part de combats autour et dans Vitry. Les « frondeurs » entreprennent en 1649 la conquête de Paris. Les combats à Vitry-sur-Seine et le siège de Paris sont représentés sur une toile de Sauveur Le Conte, Les Actions du Grand Condé, blocus de Paris 1649, conservée au musée Condé. Ce tableau représente les troupes loyalistes emmenées par le Grand Condé pour assurer le blocus de Paris tenu par les « frondeurs ».

### La Révolution et l’Empire
À la fin du XVIIIe siècle, Vitry-sur-Seine est divisée en deux paroisses, celle de Saint-Gervais-et-Saint-Protais et celle de Saint-Germain. Le village compte alors entre deux et trois mille habitants. Le château de Vitry appartient à Jacques-Marie de Vougny, ancien mousquetaire du roi. Comparativement au reste de la France, Vitry-sur-Seine jouit d'une situation favorisée grâce aux pépinières installées sur le territoire de la commune, et de nombreux riches bourgeois parisiens y viennent en villégiature.
Le cahier de doléances de Vitry-sur-Seine comprend 24 articles, signé par une majorité de marchands d'arbres, et s'intéresse principalement aux questions de la fiscalité, s'oppose à la parcellisation de terres et demande une simplification du système des poids et mesures,.

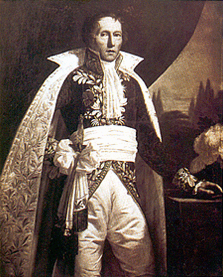
Louis Nicolas Dubois, préfet de police de Paris et maire de Vitry-sur-Seine (1758-1847).

Le premier maire de Vitry-sur-Seine est Jean-Honoré Le Fèvre, pépiniériste, qui exerce ses fonctions de premier magistrat de 1790 à 1793, puis de nouveau sous le Directoire de 1796 à 1799. La Révolution assure pour près d'un siècle le pouvoir des pépiniéristes sur la vie municipale. Les départements sont mis en place le 15 janvier 1790, et celui de la Seine (75, dont Paris) se divise en trois districts, Vitry-sur-Seine appartenant à celui de Bourg-la-Reine, renommé « Bourg-l'Égalité », d'où le nom de « district de l'Égalité » trouvé dans les documents officiels. Ce district est divisé en huit cantons, Vitry-sur-Seine étant rattaché au canton de Villejuif, malgré les protestations de la municipalité qui souhaite devenir chef-lieu de canton.
Une société populaire, « Les Amis de la constitution », s'ouvre à Vitry-sur-Seine et ce comité, lié aux Jacobins, entretient des contacts étroits avec la commune de Paris.
L'affaire du Petit-Val, tuerie toujours mystérieuse, passionne l'opinion publique durant le Directoire. Dans la nuit du 20 au 21 avril 1796, François-Gaspard Petit de Petit-Val, un riche financier propriétaire du château de Vitry, est assassiné dans sa propriété ainsi que six personnes, sa belle-mère et ses deux sœurs ainsi que deux femmes de chambre. Le mobile reste un mystère, aucun vol n'ayant été commis, et diverse pistes ont été évoquées, comme un crime politique ou une affaire d'héritage familiale.
Le premier préfet de police de Paris, poste créé au début du Premier Empire, est Louis Nicolas Dubois, propriétaire du château de Vitry, qui occupera la fonction de 1800 à 1811, et deviendra par la suite maire de Vitry-sur-Seine de 1819 à 1821.

### Époque contemporaine

#### Révolution industrielle

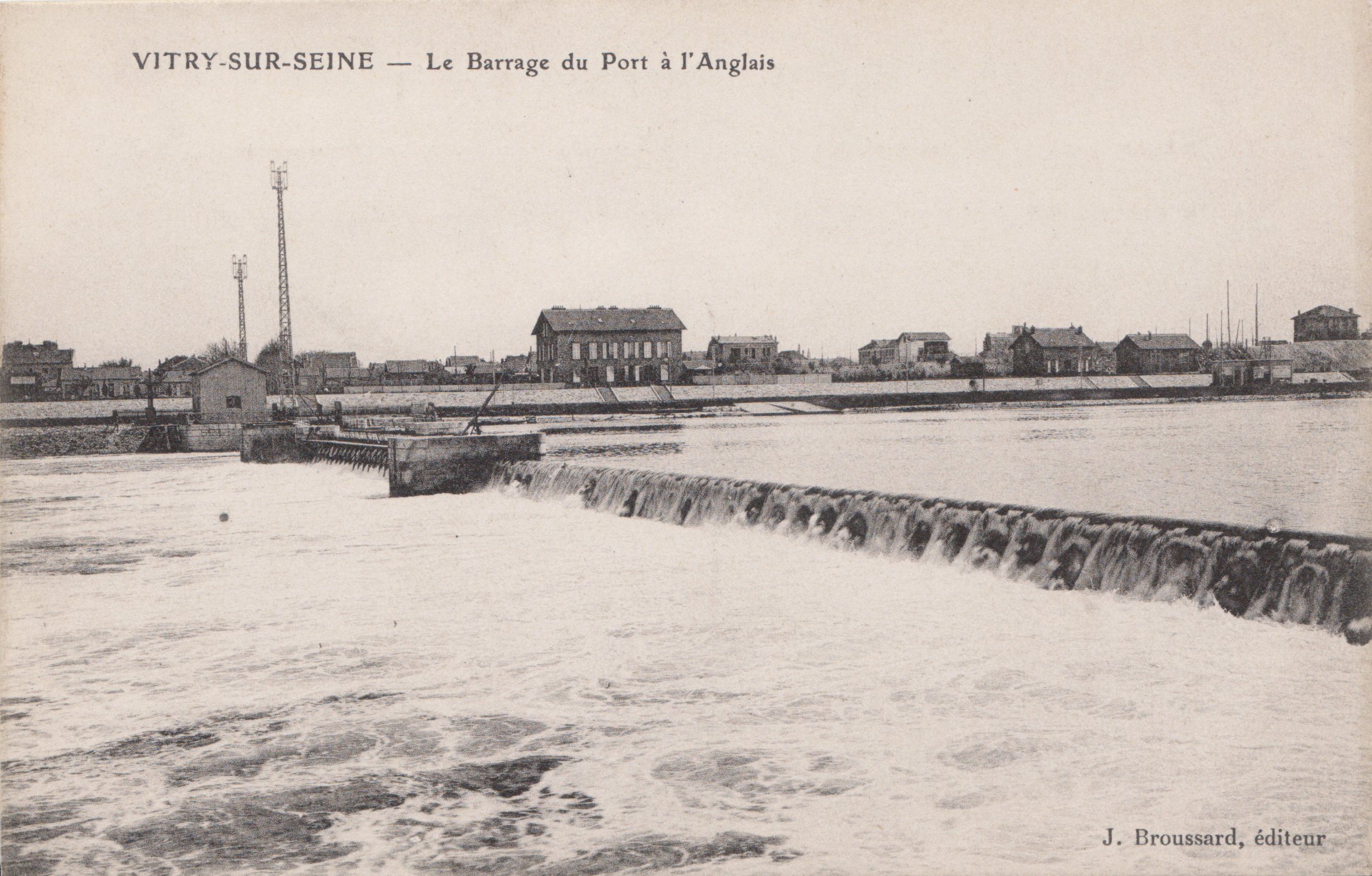
Barrage éclusé de Port-à-l'Anglais, début du XXe siècle.

Au milieu du XIXe siècle, l'industrialisation de la zone entre la Seine et la ligne de chemin de fer débute à Vitry-sur-Seine avec l'arrivée d'une usine de pâtes alimentaires, suivie en 1854 d'une usine de blanchiment de tissus au chlore. La population augmente fortement, en passant de 1 956 habitants en 1821 à 3 745 habitants en 1866. Le barrage éclusé de Port-à-l'Anglais est construit entre 1861 et 1864 afin d'améliorer la navigabilité sur la Seine. La gare de Vitry sur la ligne Paris-Corbeil est ouverte en 1860, bien que la ligne fonctionne depuis déjà près de 20 ans.

#### Guerre de 1870 et Commune de Paris
Pendant le siège de Paris, lors de la guerre de 1870, les Prussiens entrent le 11 septembre 1870 dans Vitry, mais onze jours plus tard sous la direction du général Maud'huy (1809-1883), la ville repasse à nouveau sous autorité française, et les positions du Moulin de Saquet sont renforcées,.
Après la proclamation de la Commune de Paris, les forts et les redoutes autour de Paris, dont le Moulin de Saquet, sont occupés par la Garde nationale, et passent donc aux mains des communards. L'armée versaillaise tente dès le 1er avril 1871 de reprendre le Moulin de Saquet, mais est repoussée par les fédérés. Le commandement du secteur Sud est confié à Walery Wroblewski, mais la redoute du Moulin de Saquet est reprise par la ruse dans la nuit du 3 mai 1871 par les Versaillais, dans des combats qui feront 150 morts. La répression sera terrible, et quinze mille communards seront jetés dans les fosses communes du fort d'Ivry.
On peut noter qu'un procédé de transport du courrier vers la ville de Paris, la boule de Moulins, a été testé lors de la guerre de 1870. Afin de rester en contact avec la ville lors du siège de Paris, les boules sont mises à l'eau en amont de Paris, entre Bray-sur-Seine et Montereau et des filets tendus derrière les lignes ennemies, au niveau du Port à l'Anglais, devaient les récupérer. Malheureusement, envasées, arrêtées par des obstacles, ou passant à côté des filets, les boules ne furent pas très efficaces, si bien qu'aucune des 55 boules envoyées du 4 au 29 janvier 1871 ne fut récupérée pendant le siège.

#### Belle Époque

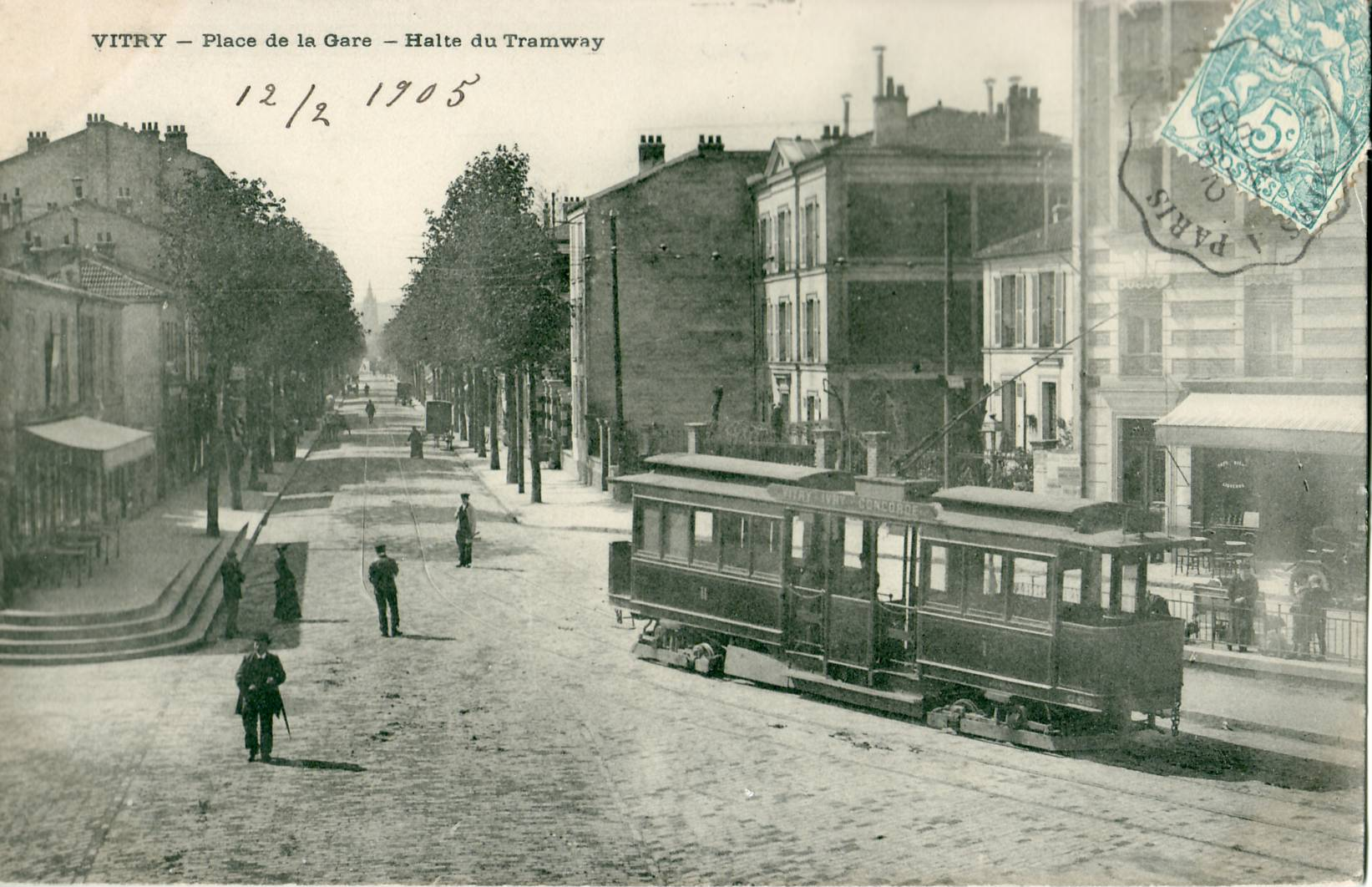
Au début du XXe siècle, la ville était reliée à la place de la Concorde par une ligne de tramway.

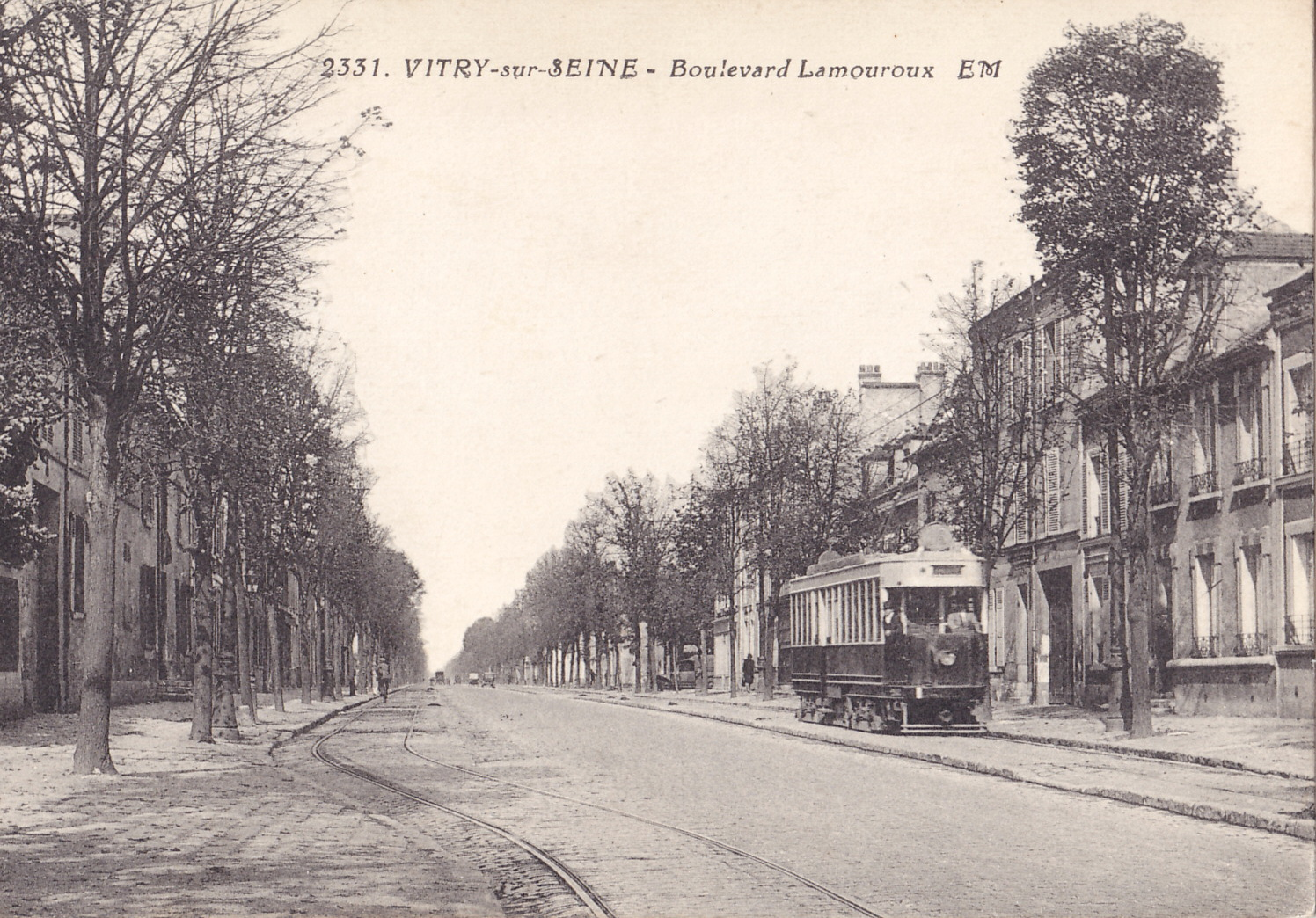
Autre vue d'un tramway, boulevard Lamouroux, dans les années 1920.

L'industrialisation de la ville progresse, et celle-ci doit s'organiser afin de pallier les problèmes de logements et de transports. Différentes lignes d'omnibus permettent de rejoindre directement Paris. Durant les années 1890 apparaissent les premiers tramways électriques avec la ligne Concorde-Bonneuil et la ligne Concorde-Choisy-le-Roi,. Des écoles et une poste sont créés, le gaz arrive à Vitry-sur-Seine en 1866, le téléphone en 1894 et l'électricité en 1904,.
De terribles inondations consécutives à la crue de la Seine de 1910 mettent la ville à rude épreuve. 1 500 logements sont dévastés et 8 000 habitants se retrouvent sans abris, sur une population totale de plus de 14 000 habitants, et la ligne de chemin de fer Paris-Orléans est coupée à deux endroits :Choisy-le-Roi et Vitry-sur-Seine,.
En 1911-1912, le château de Vitry, qui a subi des graves dommages suite des inondations, est démoli, conséquence d'un référendum municipal en 1907, demandant son acquisition par la mairie, et décidant sa destruction.

#### Première Guerre mondiale

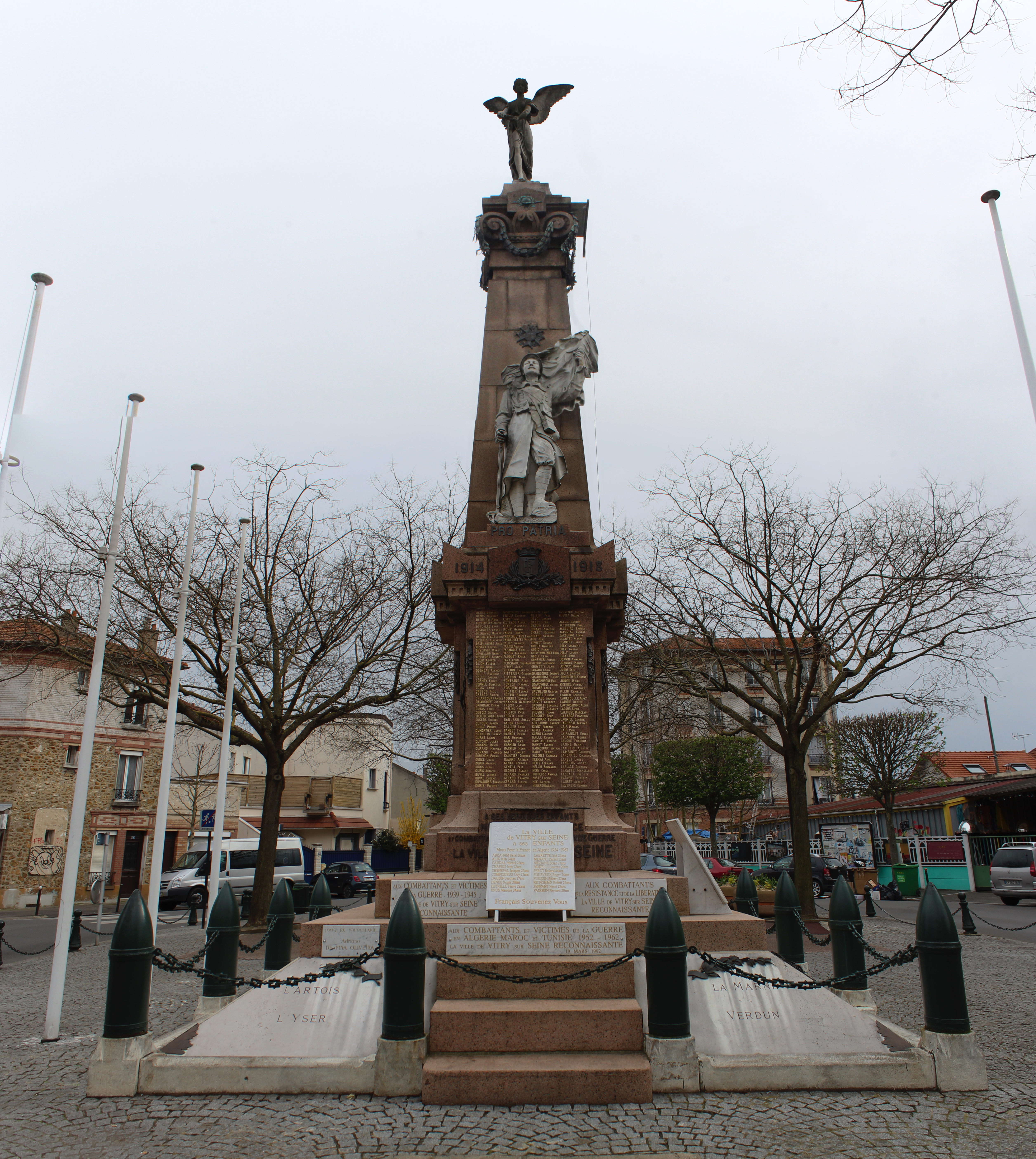
Monument aux morts.

L'embauche de main-d’œuvre féminine vient pallier le départ des hommes mobilisés à partir d'août 1914. Les établissements Poulenc frères, installés à Vitry-sur-Seine depuis 1911, voient augmenter leur production de produits chimiques. L'usine d'eau de Javel met au point la fabrication de gaz de combat. Les ateliers Brasier d'Ivry et de Vitry-sur-Seine fabriquent des munitions, les établissements Bidault-Elion, installés en 1917, fondent et emboutissent des métaux non ferreux, et les établissements Chauvière fournissent des hélices à l'Aéronautique militaire. De toutes ces nouvelles installations d'usines, dues à l'occupation ennemie du Nord et de l'Est de la France, il résulte un accroissement de fabrication métallurgique dans les parties du territoire non occupées. L'octroi de Vitry-sur-Seine accuse, entre 1915 et 1917, une moyenne annuelle de traitement de métaux de 97 000 tonnes, soit dix fois supérieure à celle de 1914.
Comme toute ville de France, Vitry-sur-Seine est durement marqué par la guerre, qui coûte la vie à 736 habitants. En souvenir d'eux, un monument aux morts a été élevé en 1921 sur une petite place, en face de l'église Saint-Germain. C'est un obélisque de granite rose de Bretagne et de marbre de Carrare. La rénovation du centre-ville a nécessité son transfert sur l'ancienne place du Jet-d'Eau, maintenant place du 19-Mars-1962.

#### Entre-deux-guerres
Le caractère industriel et ouvrier de la ville continue de se renforcer après la Première Guerre et, aux élections municipales de 1925, une liste d'union entre le parti communiste et la SFIO met le pharmacien Pierre Périé à la tête de la ville. À partir de cette date et hormis durant la Seconde Guerre mondiale, un maire communiste l'emporte à chaque élection, la municipalité étant soit communiste, soit d'union de la gauche. Vitry-sur-Seine fait donc partie de la Ceinture Rouge, ensemble des villes à mairie communiste (PCF principalement) qui entourent Paris depuis les années 1930.

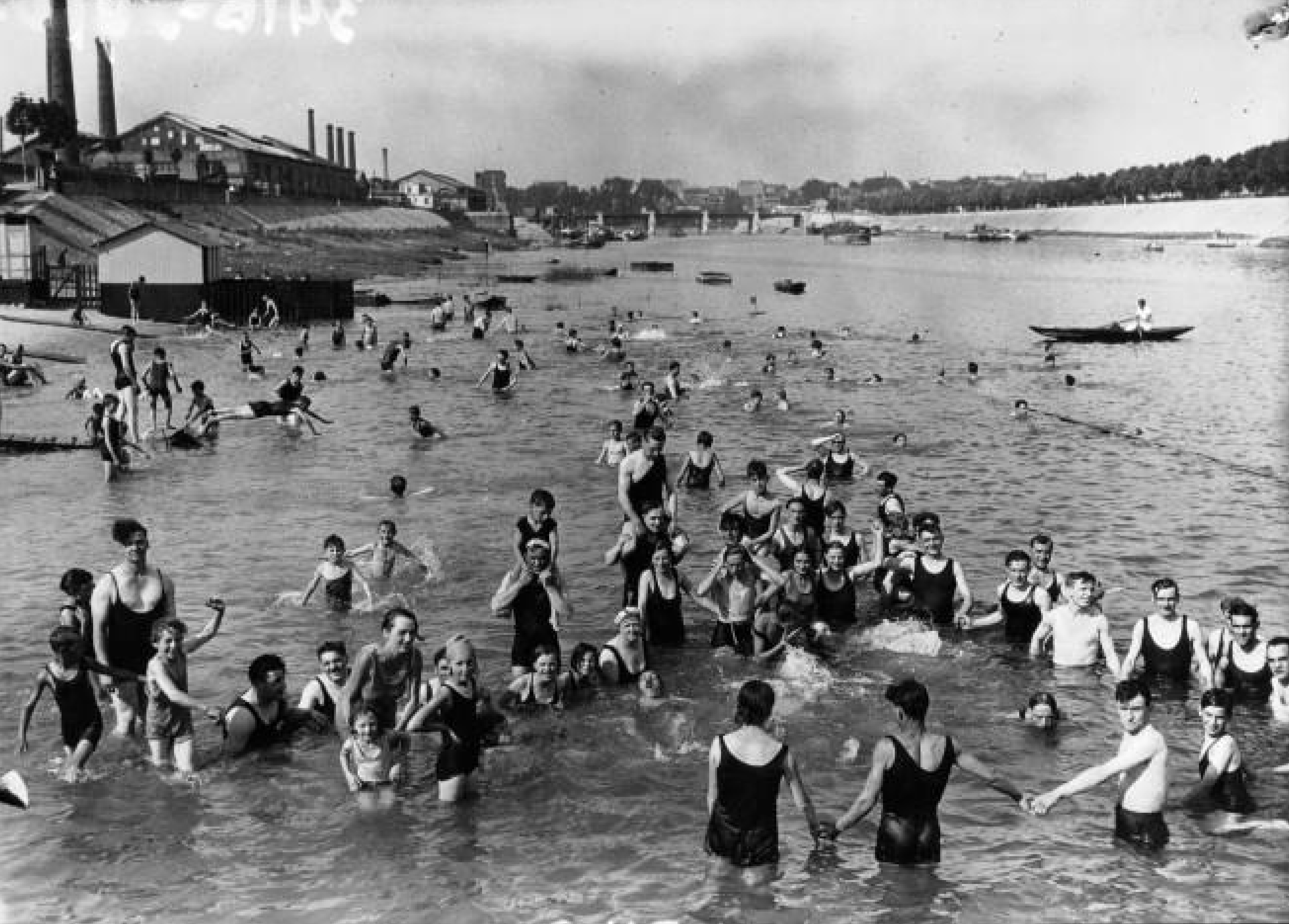
Bain au Port-à-l'Anglais en 1932.

Lors des élections législatives de 1928, Maurice Thorez est candidat dans la circonscription qui recouvre Ivry, Choisy et Vitry, mais il ne peut faire campagne car il est toujours clandestin du fait de son action contre la guerre du Rif. Il arrive en tête du premier tour, mais au second tour, de nombreuses voix socialistes se portent sur le candidat de droite, qui est élu. Maurice Thorez l'emportera toutefois lors des élections législatives de 1932.
Au début des années 1930, la centrale électrique Arrighi, présentée comme la plus puissante au monde, est mise en service dans le quartier du Port-à-l'Anglais. Elle sera détruite le 16 octobre 1991. Les premiers grands ensembles sont édifiés au milieu des années 1920. Ils préfigurent les cités à venir sur le territoire de la commune. La municipalité met aussi l'accent sur la santé et l'hygiène en créant le premier dispensaire municipal moderne du pays en 1925 sous la direction de Robert Hazemann.

#### Seconde Guerre mondiale
La municipalité élue est remplacée par une délégation spéciale chargée d'appliquer la politique de collaboration avec l'occupant. La Résistance s'organise rapidement, et notamment autour des cheminots des ateliers de Vitry-sur-Seine qui organisent le sabotage de convois militaires allemands.
Le 19 août 1944 un comité de libération composé de résistants s'empare de la mairie. Des combats se poursuivent dans la ville jusqu'à l'arrivée de soldats canadiens le 24 août 1944. Au cours de la guerre, 422 Vitriots, dont une centaine déportés dans les camps de concentration nazis, auront payé de leur vie leurs actions de résistance, de combats ou simplement leur appartenance religieuse.

#### Après-guerre
L’après-guerre est consacré à la modernisation de la commune. Le 8 mars 1960 est créée la ZUP de Vitry-sur-Seine, sous la direction des architectes Mario Capra et André Remondet, qui prévoit la création de 8 930 logements et se fonde sur une projection de forte croissance démographique pour Vitry-sur-Seine (100 000 à 120 000 habitants). Entre 1945 et 1975, la population double et atteint près de 88 000 habitants. Le bâti ancien a presque entièrement été remplacé par l’urbanisation pavillonnaire et les grands ensembles.

### De nos jours
Dans les années 1970, les politiques d'aménagement montrent leur limite, à la faveur de la crise qui débouche à Vitry-sur-Seine et son lot de violence dont certaines ont eu un important retentissement médiatique. Dans un contexte où les municipalités communistes accueillent des taux extrêmement élevés de populations immigrées, là où la plupart des communes s'en déchargent de fait, le 24 décembre 1980, la municipalité de Vitry-sur-Seine bloque au bulldozer la construction d'un foyer de travailleurs immigrés devant abriter 300 travailleurs maliens, après que la municipalité de Saint-Maur-des-Fossés a tenté de transférer encore davantage d'immigrés vers Vitry. Le maire Paul Mercieca est soutenu par Georges Marchais puis par une résolution du comité central du PCF. Le retentissement de cette affaire en fera un des événements révélateurs d'une crise de l'immigration en France et marque son entrée dans le débat politique.
Si les protestations n'ont guère de suite localement, en revanche le meurtre d'Abdelkader Lareiche, un adolescent de 15 ans, tué le 16 février 1980 par un gardien d’immeuble, est l'occasion d'une des premières mobilisations importantes des associations nées à cette époque pour la défense des banlieues et des jeunes issus de l'immigration. L'annonce de la condamnation à cinq ans de prison avec sursis du meurtrier provoque une émeute devant le palais de justice de Créteil, des manifestations à Lyon et l'occupation d'un local du PCF.
Du 26 au 31 décembre 2001, pendant cinq nuits s'affrontent jeunes et forces de police après le décès d'un jeune originaire de Vitry, abattu alors qu'il tentait de braquer une banque de Neuilly-sur-Marne. Plus d'une soixantaine de voitures sont incendiées.
Le 4 octobre 2002, le meurtre de Sohane Benziane, 17 ans, brûlée vive dans un local à poubelles de la cité « Balzac », par son ex-petit ami de 19 ans, est à l'origine de la première marche de « Ni putes ni soumises ». Le maire de Vitry-sur-Seine a inauguré une esplanade « Sohane Benziane », et un centre d'animation parisien porte également son nom.
La ville est peu touchée par les émeutes du 27 octobre au 16 novembre 2005 dans les banlieues. Ces évènements coïncident avec l'inauguration du MAC/VAL, musée d'art contemporain du Val-de-Marne, le 15 novembre 2005, en l'absence notable du ministre de la culture, Renaud Donnedieu de Vabres,.

### Histoire économique et sociale
Commune essentiellement agricole avant la révolution industrielle, les activités industrielles de Vitry-sur-Seine se limitaient à quelques tisserands et à une plâtrière. À la suite de l'ouverture de la ligne de chemin de fer Paris-Orléans en 1862, de nombreuses industries s'installent autour du Port-à-l'Anglais entre la voie du chemin de fer et la Seine. Les activités concernées sont très diverses (fabrication de briques, une fonderie, une papeterie, etc.). Avec la première Guerre mondiale, on voit apparaître une usine de fabrication d'hélices d'avion et une usine de fabrication d'eau de Javel. En 1933 fût installé par l'office central d'études de matériel de chemins de fer un banc d'essais des locomotives utilisé par la SNCF jusque dans les années 1990, et actuellement siège de l'agence d'essais ferroviaires de la SNCF, partenaire du GIE Eurailtest.

#### Carrières et plâtrières
L'exploitation du sous-sol de Vitry-sur-Seine remonterait aux années 700 avec l'exploitation du gypse sur le plateau, mais le premier document qui représente les plâtrières de Vitry-sur-Seine date de 1675. Des mines d'argile plastique et de calcaire ont de même été exploitées sur le territoire de la commune, principalement durant le XIXe siècle. Certaines galeries ont été utilisées comme champignonnières pour la culture des champignons de Paris, mais celles-ci ont toutes disparu à la fin du XXe siècle.
L'abandon des carrières et surtout des plâtrières pose encore de sérieux problèmes de sécurité. Certaines galeries n'ayant pas été comblées ont tendance à s'effondrer. Sur le plateau, certains pavillons ayant été construits au-dessus d'anciennes carrières se sont lézardés. La majeure partie des plâtrières est actuellement auto-écrasée et mécaniquement auto-bloquée. La zone située sur le plateau de Vitry est maintenant inconstructible, et le « Parc des Lilas » y a été aménagé.

#### Centrales électriques

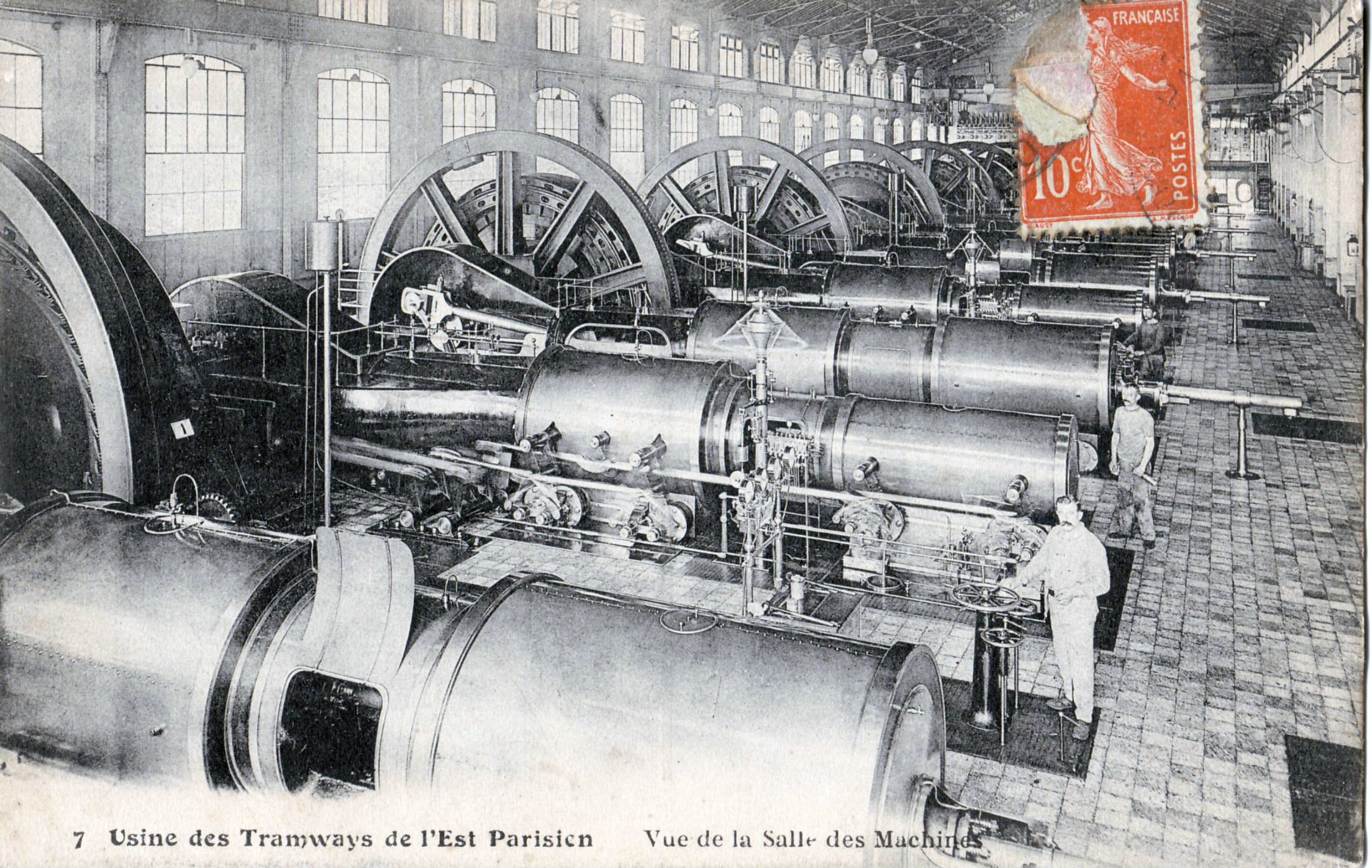
Salle des dynamos de l'usine de production d'électricité de la Compagnie des tramways de l'Est parisien.

Vitry-sur-Seine accueille historiquement de nombreux industriels spécialisés dans la production d'électricité du fait de sa localisation à proximité de la Seine et d'un embranchement ferroviaire. Cinq centrales ont été construites à Vitry-sur-Seine, toutes dans le quartier du Port-à-l'Anglais :
- l'usine électrique de la Compagnie des tramways de l'Est parisien, mise en service en 1901, et occupée depuis 1948 par Air Liquide ;
- l'usine électrique « Thomson », mise en service en 1908 et détruite en 1938 ;
- l'usine électrique « Centrale Arrighi », mise en service en 1931, arrêtée en 1981 et détruite au début des années 1990 ;
- la centrale thermique de Vitry-sur-Seine fonctionnant au charbon, mise en service par EDF à partir de en 1966 et dotée d'une puissance de 2×250 MW a. Sa fermeture a été planifiée puis effectuée en 2015[98],[99] ;
- deux centrales thermiques EDF de 125 MW fonctionnant au fioul domestique, principalement aux heures de pointe.

## Politique et administration

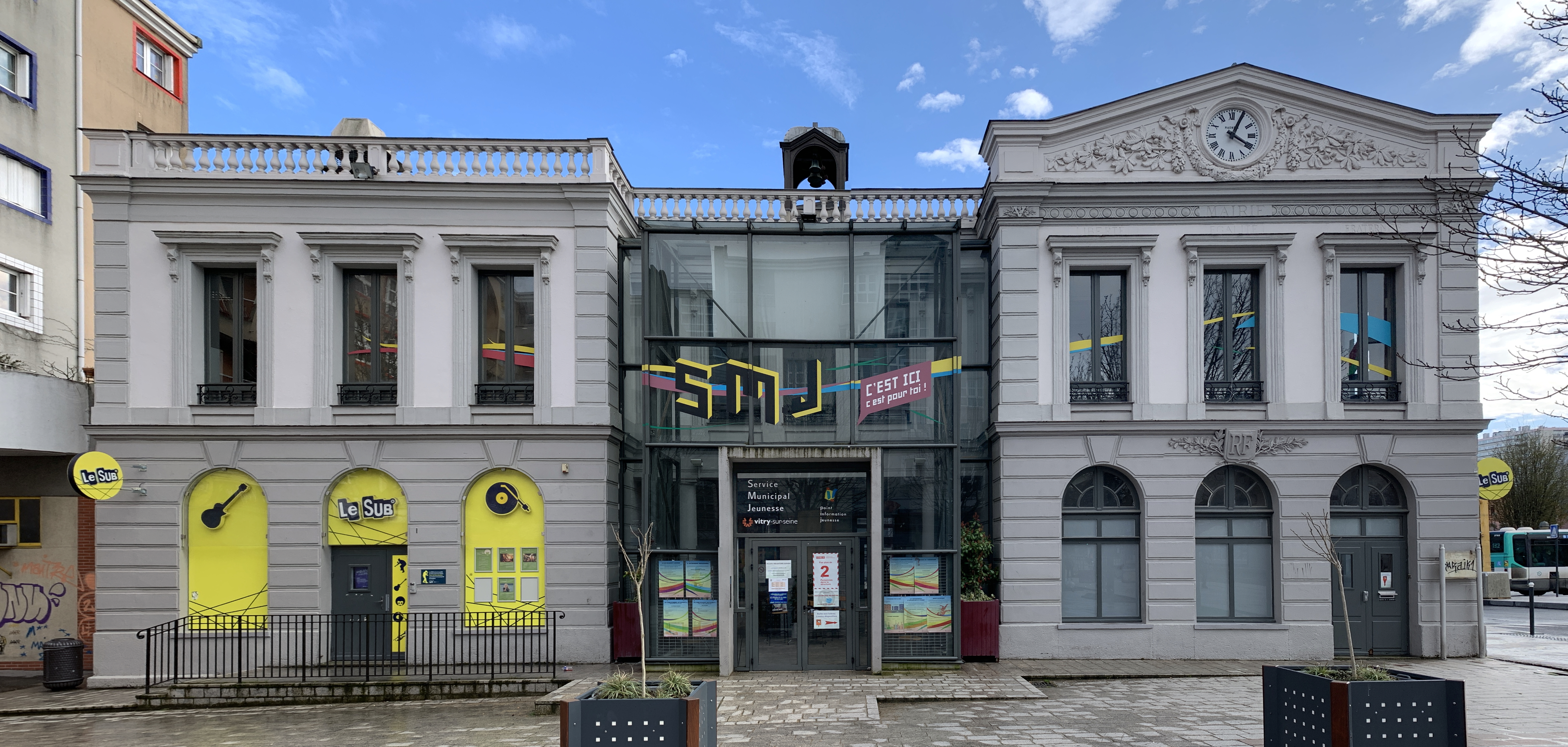
Ancienne mairie, qui accueille aujourd'hui le service municipal jeunesse.

### Rattachements administratifs et électoraux

#### Rattachements administratifs
Antérieurement à la loi du 10 juillet 1964, la commune faisait partie du département de la Seine. La réorganisation de la région parisienne en 1964 fit que la commune appartient désormais au département du Val-de-Marne et son arrondissement de Créteil, après un transfert administratif effectif au 1er janvier 1968.
Elle faisait partie de 1793 à 1893 du canton de Villejuif, année où elle intègre le canton d'Ivry-sur-Seine du département de la Seine. Lors de la mise en place du Val-de-Marne, la ville devient en 1967  le chef-lieu des cantons de Vitry-Est et  de Vitry-Ouest et depuis 1984 le troisième canton  de Vitry-Nord.
Dans le cadre du redécoupage cantonal de 2014 en France, cette circonscription administrative territoriale a disparu, et le canton n'est plus qu'une circonscription électorale.

#### Rattachements électoraux
Pour les élections départementales, la commune devient le bureau centralisateur des cantons de Vitry-sur-Seine-1 et de Vitry-sur-Seine-2.
Pour l'élection des députés, la ville fait partie des neuvième et dixième circonscriptions du Val-de-Marne.

### Intercommunalité
La ville faisait partie de l'association Seine-Amont développement de sa création en 2001 jusqu'à sa dissolution en 2014, aux côtés des communes d'Alfortville, Ivry-sur-Seine, Choisy-le-Roi et Orly.
En janvier 2013, la ville intègre la communauté d'agglomération Seine Amont (CASA) aux côtés des communes de Choisy-le-Roi et d'Ivry-sur-Seine, cette intercommunalité regroupant ainsi plus de 170 000 habitants.
Dans le cadre de la mise en œuvre de la volonté gouvernementale de favoriser le développement du centre de l'agglomération parisienne comme pôle mondial est créée, le 1er janvier 2016, la métropole du Grand Paris (MGP), dont la commune est membre.
La loi portant nouvelle organisation territoriale de la République du 7 août 2015 prévoit également la création de nouvelles structures administratives regroupant les communes membres de la métropole, constituées d'ensembles de plus de 300 000 habitants, et dotées de nombreuses compétences, les établissements publics territoriaux (EPT).
La commune a donc également été intégrée le 1er janvier 2016 à l'Établissement public territorial Grand-Orly Seine Bièvre, qui remplace notamment la CASA.

### Tendances politiques et résultats
À l'image du Val-de-Marne, Vitry-sur-Seine voit une forte domination de la gauche, notamment communiste. La droite n’a traditionnellement qu’une audience relativement limitée. Ainsi, si on fait abstraction de la période du régime de Vichy, depuis 1925 Vitry-sur-Seine n'a connu que des maires communistes.
Lors du second tour des élections municipales de 2014 dans le Val-de-Marne, la liste PCF-PS menée par le maire sortant Alain Audoubert obtient la majorité des suffrages exprimés, avec 9 228 voix (47,46 %, 40 conseillers municipaux élus dont 20 communautaires), devançant très largement celles menées respectivement par : 

- Alain Afflatet (UMP-UDI , 4 241 voix, 21,81 %, 6 conseillers municipaux élus dont 3 communautaires) ;

-  Jacques Perreux (EELV, 3 366 voix, 17,31 %, 4 conseillers municipaux élus dont 2 communautaires) ;

- François Paradol 	(FN, 2 607 voix, 13,40 %, 3 conseillers municipaux élus dont 1 communautaire).

Lors de ce scrutin, 56,75 % des électeurs se sont abstenus. 

Lors du second tour des élections municipales de 2020 dans le Val-de-Marne, la liste PCF-PS-EÉLV menée par le maire sortant Jean-Claude Kennedy obtient la majorité des suffrages exprimés, avec 4 991 voix (49,86 %, 40 conseillers municipaux élus dont 2 métropolitains), devançant très largement celles menées respectivement par : 

- Frédéric Bourdon (ECO-DVG, 2 610 voix, 26,07 %, 7 conseillers municipaux élus) ; 

- Alain Afflatet (LR-UDI-SL-MR, 2 408 voix, 24,05 %, 6 conseillers municipaux élus).

Lors de ce scrutin marqué par la pandémie de Covid-19 en France, 77,39 % des électeurs se sont abstenus.

### Administration municipale
Compte tenu de la population de la commune, son conseil municipal  est composé de 53 membres, y compris le maire et ses adjoints

### Liste des maires
Sept maires se sont succédé depuis 1944 :
| Période       | Période                        | Identité            | Étiquette | Qualité |
| ------------- | ------------------------------ | ------------------- | --------- | --- |
| 1944          | 1957                           | Lucien Français     | PCF       | Surveillant à l’Assistance publique (Hospice de Bicêtre) Conseiller général nommé d’Ivry en 1945 Conseiller général élu du 2e secteur de la Seine (1945 → 1953) Décédé en fonction |
| 1957          | mars 1965                      | Clément Perrot      | PCF       | Cheminot |
| mars 1965     | novembre 1977                  | Marcel Rosette      | PCF       | Métallurgiste puis employé Sénateur du Val-de-Marne (1977 → 1986) Démissionnaire à la suite de son élection au Sénat                                                               |
| novembre 1977 | octobre 1996                   | Paul Mercieca       | PCF       | Ouvrier maçon Député du Val-de-Marne (1986 → 1988) Démissionnaire |
| octobre 1996  | janvier 2015                   | Alain Audoubert,    | PCF       | Instituteur Démissionnaire |
| février 2015  | juillet 2020,                  | Jean-Claude Kennedy | PCF       | Conducteur de travaux |
| juillet 2020  | En cours (au 16 décembre 2022) | Pierre Bell-Lloch   | PCF       | Conseiller général de Vitry-sur-Seine-Nord (2008 → 2015) Conseiller départemental de Vitry-sur-Seine-1 (2015 → 2020) Vice-président du conseil départemental (2017 → 2020)         |

### Distinctions et labels
En 2016 et pour la troisième année consécutive, Vitry-sur-Seine se voit attribuer la distinction maximale @@@@@ du label national Ville Internet, récompensant les « collectivités locales qui mettent en œuvre une politique publique numérique locale ».

### Jumelages et contrat de coopération
| Ville | Ville   | Pays | Pays        | Période         |
| ----- | ------- | ---- | ----------- | --------------- |
|       | Burnley |      | Royaume-Uni | depuis 1986     |
|       | Kladno  |      | Tchéquie    | depuis 1970     |
|       | Meissen |      | Allemagne   | depuis 1969     |
|       | Tombola |      | Mali        | depuis mai 1995 |

En mars 2021, Vitry-sur-Seine est jumelée avec :
- Burnley (Royaume-Uni) depuis 1986 ;
- Kladno (Tchéquie) depuis 1970 ;
- Meißen (Allemagne) depuis 1969.

Par ailleurs, Vitry-sur-Seine a signé quatre contrats de coopération entre 1995 et 2005 avec:
- Tombola (Mali) depuis mai 1995.

## Équipements et services publics

### Enseignement

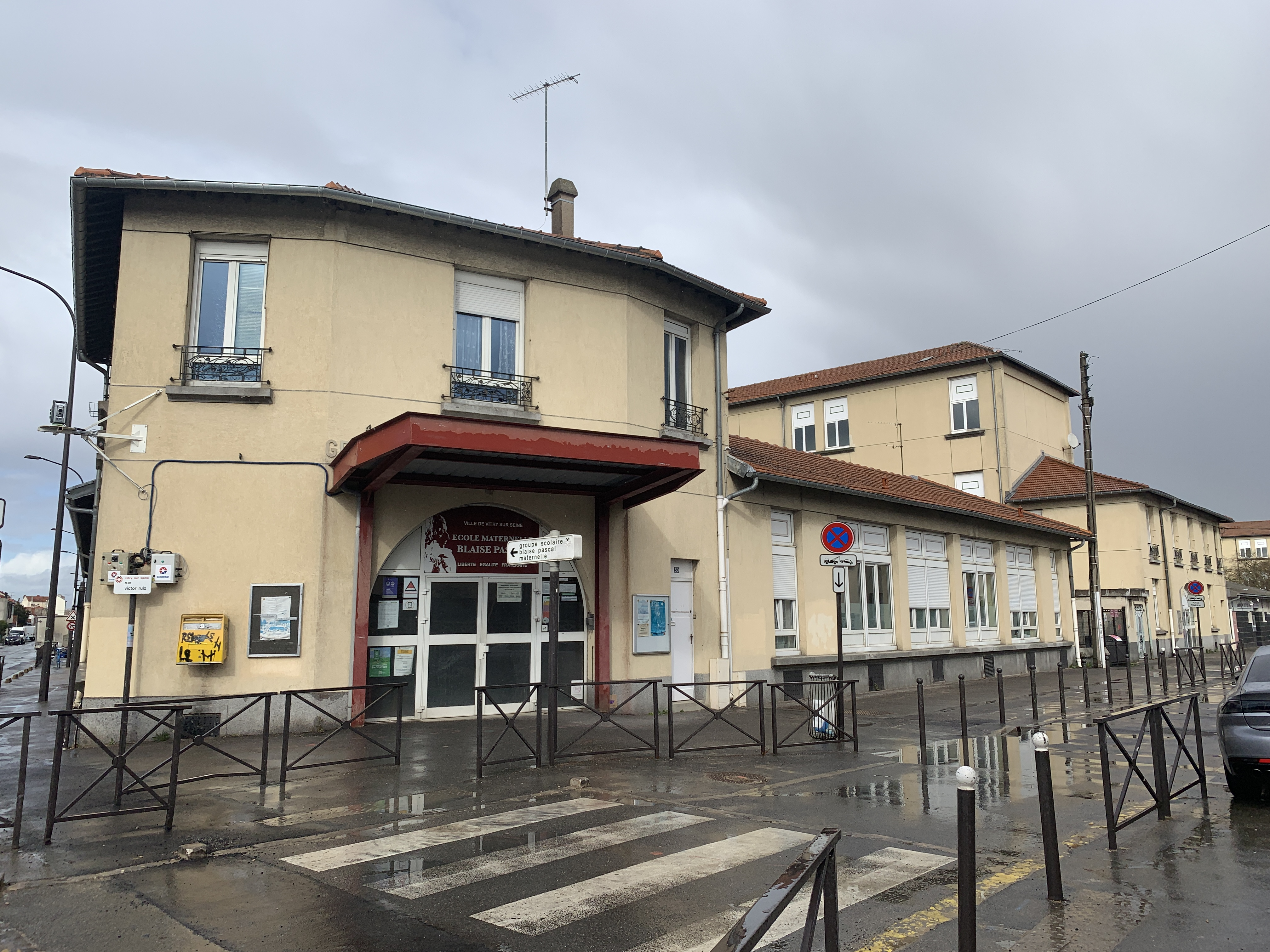
Groupe scolaire Blaise Pascal.

En 2012, la ville administre vingt-trois écoles maternelles et vingt-et-une écoles élémentaires communales, qui accueillent environ 9 000 élèves.

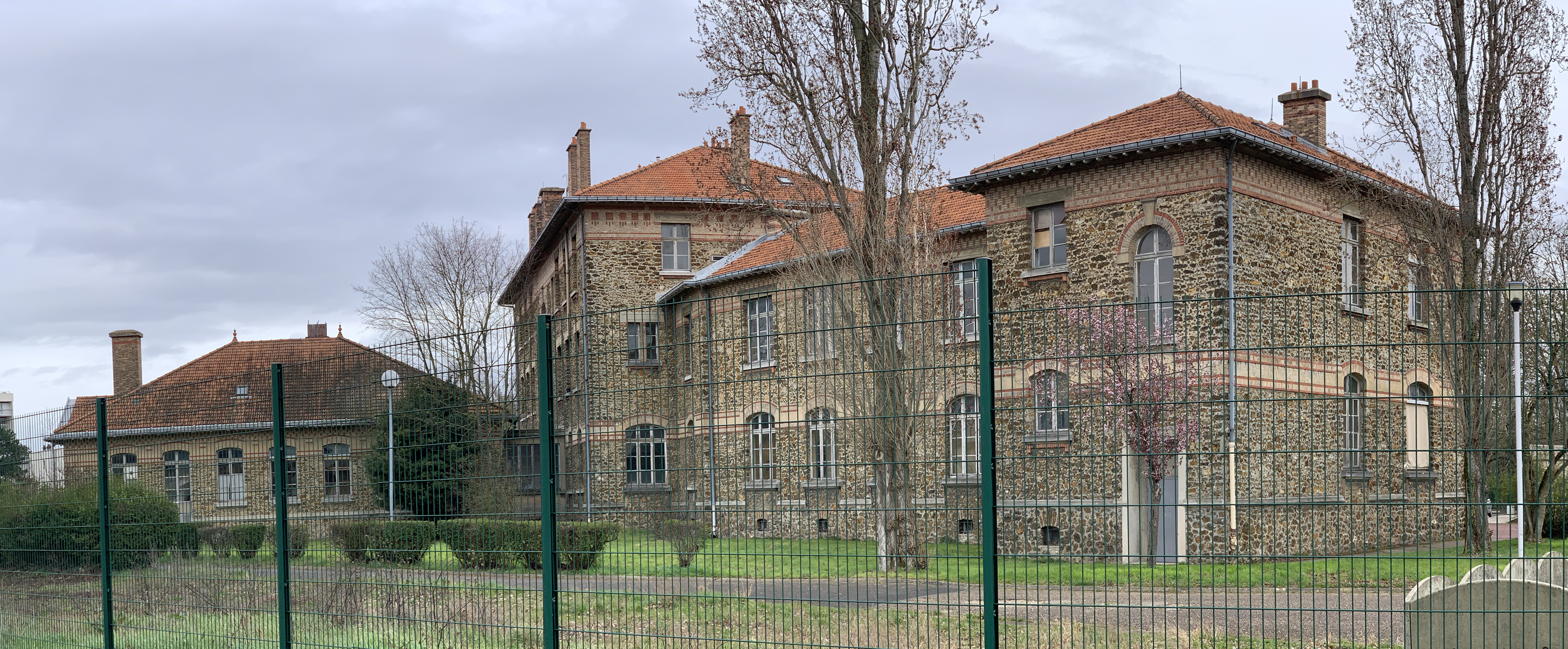
Lycée Adolphe Chérioux.

La même année, le département du Val-de-Marne gère huit collèges et la région Île-de-France quatre lycées.
L'institut universitaire de technologie de Créteil/Vitry est une composante de l'université Paris-Est Créteil Val-de-Marne (UPEC). Situé sur le site Chérioux, sont proposées des formations supérieures de
type DUT (chimie ou gestion des télécommunications et réseaux) et licence professionnelle (transformation des métaux option chimie métallurgique, durabilité des métaux et alliages).
Les lycées Jean-Macé et Adolphe-Chérioux proposent aussi des formations supérieures de type BTS (maintenance industrielle, technico-commercial option génie électrique, réalisation d’ouvrages chaudronnés, comptabilité et gestion des organisations, management des unités commerciales, bâtiment, design d’espace, électrotechnique),.
Deux projets de développement de l’enseignement supérieur sur Vitry-sur-Seine sont à l’étude, avec l'implantation d’un troisième département à l’institut universitaire de technologie de Créteil/Vitry, axé sur les métiers du transport et de la logistique, et l'implantation de l’institut supérieur des bio-sciences de Paris sur le secteur des Ardoines.

### Santé
Vitry-sur-Seine ne dispose pas de secteur public hospitalier, mais accueille sur son territoire deux cliniques privées, la clinique Pasteur, qui assure notamment les urgences (service autorisé par l'A.R.S.), et la clinique des Noriets, qui enregistre près de 2 000 naissances par an. Le centre municipal de Santé Pierre-Rouquès fournit un accès aux soins et participe à des campagnes d’information et de prévention.

### Justice, sécurité, secours et défense
Vitry-sur Seine relève du tribunal d'instance d'Ivry-sur-Seine, du tribunal de grande instance de Créteil, de la cour d'appel de Paris, du tribunal pour enfants de Créteil, du conseil de prud'hommes de Créteil, du tribunal de commerce de Créteil, du tribunal administratif de Melun et de la cour administrative d'appel de Paris.

## Population et société

### Démographie

#### Évolution démographique
L'évolution du nombre d'habitants est connue à travers les recensements de la population effectués dans la commune depuis 1793. Pour les communes de plus de 10 000 habitants les recensements ont lieu chaque année à la suite d'une enquête par sondage auprès d'un échantillon d'adresses représentant 8 % de leurs logements, contrairement aux autres communes qui ont un recensement réel tous les cinq ans,.

En 2022, la commune comptait 95 282 habitants, en évolution de +2,72 % par rapport à 2016 (Val-de-Marne : +3 %, France hors Mayotte : +2,11 %).
| 1793  | 1800  | 1806  | 1821  | 1831  | 1836  | 1841  | 1846  | 1851  |
| ----- | ----- | ----- | ----- | ----- | ----- | ----- | ----- | ----- |
| 3 025 | 2 018 | 2 100 | 1 956 | 2 188 | 2 079 | 2 506 | 2 831 | 2 559 |

| 1856  | 1861  | 1866  | 1872  | 1876  | 1881  | 1886  | 1891  | 1896  |
| ----- | ----- | ----- | ----- | ----- | ----- | ----- | ----- | ----- |
| 2 600 | 3 095 | 3 745 | 3 758 | 4 155 | 5 284 | 6 122 | 7 161 | 8 010 |

| 1901  | 1906   | 1911   | 1921   | 1926   | 1931   | 1936   | 1946   | 1954   |
| ----- | ------ | ------ | ------ | ------ | ------ | ------ | ------ | ------ |
| 9 894 | 11 497 | 14 969 | 21 492 | 31 355 | 41 919 | 46 945 | 44 058 | 52 540 |

| 1962   | 1968   | 1975   | 1982   | 1990   | 1999   | 2006   | 2011   | 2016   |
| ------ | ------ | ------ | ------ | ------ | ------ | ------ | ------ | ------ |
| 64 409 | 77 846 | 87 316 | 85 263 | 82 400 | 78 908 | 82 902 | 86 375 | 92 755 |

| 2021   | 2022   | - | - | - | - | - | - | - |
| ------ | ------ | - | - | - | - | - | - | - |
| 96 205 | 95 282 | - | - | - | - | - | - | - |

Vitry-sur-Seine est la commune la plus peuplée du Val-de-Marne, devant Créteil.

#### Pyramide des âges
La population de la commune est relativement jeune.
En 2020, le taux de personnes d'un âge inférieur à 30 ans s'élève à 41,5 %, soit au-dessus de la moyenne départementale (39,4 %). À l'inverse, le taux de personnes d'âge supérieur à 60 ans est de 18,4 % la même année, alors qu'il est de 20,2 % au niveau départemental.
En 2020, la commune comptait 46 920 hommes pour 48 729 femmes, soit un taux de 50,95 % de femmes, légèrement inférieur au taux départemental (51,85 %).
Les pyramides des âges de la commune et du département s'établissent comme suit.
| Hommes | Classe d’âge | Femmes |
| ------ | ------------ | ------ |
| 0,4    | 90 ou +      | 0,8    |
| 4,8    | 75-89 ans    | 6      |
| 11,9   | 60-74 ans    | 12,9   |
| 19,7   | 45-59 ans    | 18,7   |
| 20,7   | 30-44 ans    | 21,1   |
| 21     | 15-29 ans    | 20,1   |
| 21,6   | 0-14 ans     | 20,4   |

| Hommes | Classe d’âge | Femmes |
| ------ | ------------ | ------ |
| 0,5    | 90 ou +      | 1,4    |
| 5,1    | 75-89 ans    | 7,2    |
| 12,6   | 60-74 ans    | 13,6   |
| 19,4   | 45-59 ans    | 19     |
| 21,1   | 30-44 ans    | 21,1   |
| 20,9   | 15-29 ans    | 19,5   |
| 20,3   | 0-14 ans     | 18,2   |

### Manifestations culturelles et festivités
Différentes manifestations se déroulent à Vitry-sur-Seine, comme le « Carnaval du printemps » au mois de mai, les « Fêtes du lilas » au mois de juin, le « marché de Noël » sur le mail de l'église Saint-Germain, le « Festival de l’Oh! » organisé par le conseil général du Val-de-Marne, ou le festival de théâtre Nous n'irons pas à Avignon.
Le Festi'val de Marne, parcourant plusieurs villes du Val-de-Marne et proposant des artistes musicaux de tous horizons une programmation qui s'étend donc également sur la ville de Vitry chaque année.
De plus, la ville accueille depuis 2009 le festival « Sur les pointes » qui se déroule au printemps au parc départemental des Lilas. Depuis peu[C'est-à-dire ?], ce festival prend place dans un nouveau lieu aménagé par l'Assoce Kipik et en partenariat avec la mairie de Vitry-sur-Seine : le Kilowatt.

### Sports et loisirs

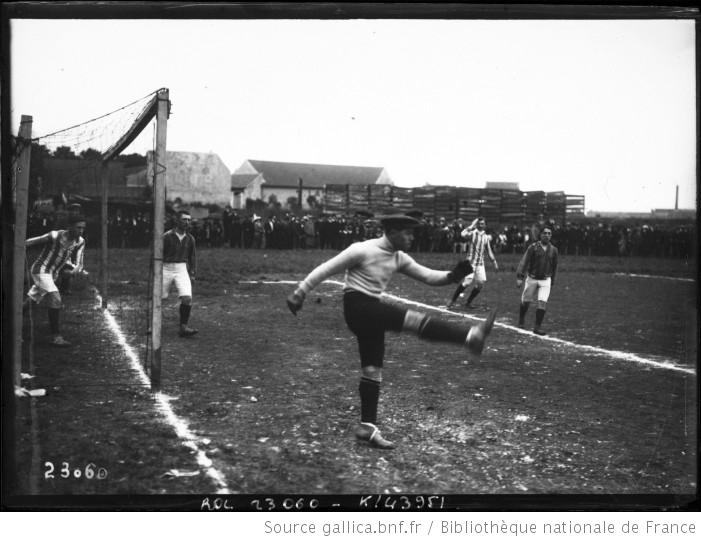
Photo de l'équipe du CA Vitry contre le Racing Club Luxembourg en 1912.

L'Entente sportive de Vitry (ESV) est le club omnisports de Vitry-sur-Seine. Il fait partie de la Fédération sportive et gymnique du travail (F.S.G.T) et de la Fédération Française. L'E.S.V est née en 1946 de la fusion entre le « Club sportif ouvrier de Vitry » (fondé en 1923 et renommé « Club sportif olympique de Vitry » pendant la Seconde Guerre mondiale) et le « Club cycliste de Vitry ». L'association compte aujourd'hui 7 000 adhérents et plus de 600 animateurs et dirigeants bénévoles et permet la pratique de 48 activités sportives. Lors de la saison 2012-2013, le club de football évolue en première division du district de football du Val-de-Marne et le club de handball en championnat de France de Nationale 3.
Le Club athlétique de Vitry (ou CA Vitry) est un club de football créé en 1897 et qui évolue au cours de la saison 2012-2013 en première division du district de football du Val-de-Marne. Plusieurs joueurs devenus professionnels sont passés par ce club, comme Jimmy Briand (Olympique lyonnais) ou Jérémy Ménez (PSG).
La ville compte huit gymnases, quatre stades, cinq complexes sportifs, trois piscines et une patinoire.

### Cultes
Les Vitriots disposent de plusieurs lieux de cultes catholique, baptiste, israélite et musulman. Le doyenné de Vitry-sur-Seine, rattaché au diocèse de Créteil, regroupe cinq paroisses (Saint-Germain de Paris, Saint-Marcel, Saint-Roger, Saint-Paul et Notre-Dame-de-Nazareth). Une église évangélique baptiste regroupant la communauté baptiste est présente à Vitry-sur-Seine. Une synagogue, gérée par l'association consistoriale israélite de Paris, est implantée à Vitry-sur-Seine, ainsi que deux mosquées, Er-Rahma et Nour Es-Salam.
Deux lieux de cultes sont attachés à la commune :
- L'ancien cimetière, au 46, rue du Général-de-Gaulle.
- Le nouveau cimetière, au 75, rue du Général-Malleret-Joinville, ouvert en 1935.

### Médias
La ville diffuse une lettre d'information hebdomadaire ainsi que quatre publications concernant les actualités de la commune : Vitry Hebdo, Vitry le Mensuel (disponible également en version sonore), Le Relais (revue du centre culturel de Vitry) et Vitry Entreprises.
Le quotidien Le Parisien consacre régulièrement des articles concernant l'actualité de la ville dans son édition consacrée au Val-de-Marne.

## Économie

### Revenus de la population
En 2010, le revenu fiscal médian par ménage était de 27 479 €, ce qui plaçait Vitry-sur-Seine au 18 688e rang parmi les 31 525 communes de plus de 39 ménages en métropole. En 2008, Vitry-sur-Seine se classe 399e sur 416 villes de France de 20 000 habitants et plus au classement des villes pour le nombre de contribuables soumis à l'ISF, soit 0,6 % du nombre total de foyers fiscaux.

### Population active
La population âgée de 15 à 64 ans s'élevait à 56 264 personnes en 2008 (53 556 en 1999), parmi lesquelles on comptait 72,9 % d'actifs. Ce chiffre se décompose en 62,6 % d'actifs ayant un emploi et 10,3 % de chômeurs. Seulement 22,4 % des actifs ayant un emploi travaillent sur Vitry-sur-Seine même, 28,3 % travaillent dans une autre commune du Val-de-Marne, et 48,6 % travaillent dans un autre département d'Île-de-France.
Le taux d'activité en 2008 est de 41,0 % pour la tranche d'âge 15 - 24 ans (France métropolitaine : 43,0 %), 87,8 % pour la tranche d'âge 25 - 54 ans (France métropolitaine : 89,4 %), et 53,1 % pour la tranche d'âge 55 - 64 ans (France métropolitaine : 41,5 %).
Répartition de la population active par catégories socioprofessionnelles (recensement de 2008)
|                             | Agriculteurs | Artisans, commerçants, chefs d'entreprise | Cadres, professions intellectuelles | Professions intermédiaires | Employés | Ouvriers |
| --------------------------- | ------------ | ----------------------------------------- | ----------------------------------- | -------------------------- | -------- | -------- |
| Vitry-sur-Seine             | 0,1 %        | 4,9 %                                     | 17,0 %                              | 28,4 %                     | 24,5 %   | 25,1 %   |
| Moyenne nationale           | 2,0 %        | 6,1 %                                     | 15,9 %                              | 24,9 %                     | 28,6 %   | 22,5 %   |
| Sources des données : INSEE |              |                                           |                                     |                            |          |          |

### Emploi
Sur le territoire communal de Vitry-sur-Seine, le recensement de 2008 a révélé la présence de 26 782 emplois, ce qui représente une augmentation de 4,9 % depuis 1999. La population active ayant augmenté davantage que le nombre d'emplois, l'indicateur de concentration d'emploi est par contre passé de 78,6 à 75,4, c'est-à-dire qu'il n'y a que trois emplois pour quatre actifs.
Les emplois à Vitry-sur-Seine correspondent pour une très large majorité à des emplois salariés. Seulement 8,2 % des emplois sont en effet des emplois non salariés. Parmi les emplois salariés, 42,4 % des postes sont occupés par des femmes, et 11,5 % sont des postes à temps partiel. La répartition des emplois sur les secteurs d'activité se présente comme suit :
Répartition des emplois par domaines d'activité (recensement de 2008)
|                             | Agriculture | Industrie | Construction | Commerce, transports, services divers | Administration publique, enseignement, santé, action sociale |
| --------------------------- | ----------- | --------- | ------------ | ------------------------------------- | ------------------------------------------------------------ |
| Vitry-sur-Seine             | 0,2 %       | 10,8 %    | 9,2 %        | 52,4 %                                | 27,3 %                                                       |
| Moyenne nationale           | 3,0 %       | 14,2 %    | 6,9 %        | 45,2 %                                | 30,7 %                                                       |
| Sources des données : INSEE |             |           |              |                                       |                                                              |

### Entreprises et commerces
Au 31 décembre 2009, le nombre total d'établissements était de 4 134 répartis de la façon suivante par secteur d'activité : 11 (soit 0,3 %) dans le domaine agricole (agriculture, sylviculture et pêche), 211 (soit 5,1 %) dans le domaine de l'industrie, 623 (soit 15,1 %) dans la construction, 2 728 (soit 66,0 %) dans le commerce, transports et services divers dont 853 (soit 20,6 %) dans le commerce et la réparation automobile, enfin 561 (soit 13,6 %) dans les domaines administration publique, enseignement, santé, action sociale.
Parmi les 4 134 établissements présents, 2 487 (soit 60,2 %) n'avaient aucun salarié, et 1 269 (soit 30,7 %) comptaient un à neuf salariés, ou un peu moins de trois salariés en moyenne. Les 7 % d'établissements de dix à quarante-neuf salariés totalisaient 6 555 emplois salariés, soit 25 % des emplois salariés à Vitry-sur-Seine. Les 2,1 % d'établissements de cinquante salariés et plus totalisaient quant à eux 16 524 emplois salariés, soit 63,2 % des emplois salariés sur la commune. Le secteur primaire n'est pas présent parmi ces plus grands établissements, et le secteur secondaire, donc l'industrie et la construction, n'en représente que 22 % de par le nombre des emplois salariés. Le secteur tertiaire est donc dominant et représente 78 % des emplois des plus grands établissements.
On trouve sur le territoire de la commune de nombreuses industries, comme des entrepôts DHL, FedEx et frigorifiques de STEF, une usine Air liquide, une usine de transformation BP, un centre de recherche Sanofi Aventis, une chaudronnerie Ponticelli, une usine de production de chauffage urbain (CPCU), deux centres de traitement de données exploités par Free, de nombreuses PME et PMI dans les biotechnologies, des industriels spécialisés dans le recyclage de métaux et papiers (CRR Environnement, etc.) ou encore le siège de l'agence d'essais ferroviaires de la SNCF.
Les centrales thermiques EDF ont été stoppées en 2015. Leur déconstruction doit s'achever en 2023. En 2015, les Grandes Ardoines comptent encore 10 000 emplois. Signé en décembre 2013, le contrat de développement territorial des Grandes Ardoines vise à renforcer le caractère productif et innovant du territoire, qui pourrait bénéficier de la création d’un port après la fermeture du dépôt pétrolier vers 2020.[réf. nécessaire]

### Agriculture
Comme tout village d'Île-de-France, Vitry-sur-Seine a d'abord été un pays de culture. Jusque vers 1700, la vigne recouvrait tout le coteau, avant d'être supplantée par des pépinères. Ainsi, à l'époque révolutionnaire, le blason de Vitry-sur-Seine comportait trois arbres. La ville avait également connu une importante, et étonnamment florissante, culture du figuier. Le remplacement progressif de cette dernière par les pépinières et le forçage des lilas pour les faire fleurir en hiver, avant leur floraison naturelle au milieu de printemps est commémoré chaque année en juin lors des Fêtes du lilas.

## Culture locale et patrimoine

### Lieux et monuments

#### L'église Saint-Germain

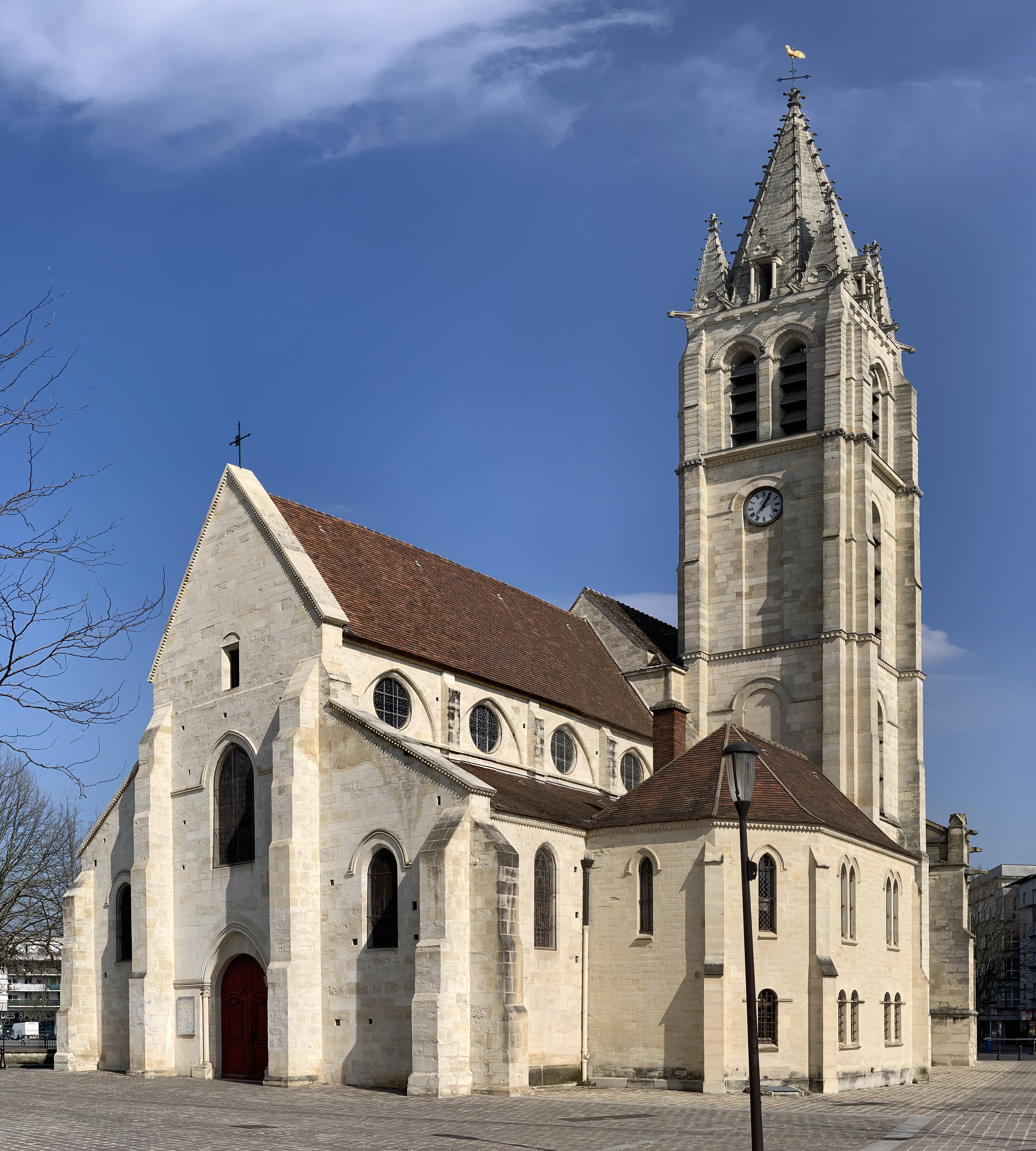
Église Saint-Germain vue depuis la place éponyme.

Au cours de son histoire, la ville a connu deux églises majeures. L'église Saint-Gervais - Saint-Protais, construite au XIIIe siècle, connait un destin mouvementé : brûlée par les troupes de Charles II de Navarre, reconstruite aux frais de Charles V, fermée à la Révolution, elle fut finalement détruite peu après en raison de sa vétusté.
La construction de l'église Saint-Germain débute au XIIe siècle et est achevée au XIVe siècle, à la même époque que la cathédrale Notre-Dame de Paris. Cette église fait l’objet d’un classement au titre des monuments historiques par la liste de 1862.

#### Ancien hôtel particulier
Un hôtel particulier du XVIIe siècle, 1 rue Édouard-Tremblay, fait l’objet d’une inscription au titre des monuments historiques depuis le 10 février 1962. L'hôtel particulier a d'abord appartenu à Pierre Lamouroux, maire de Vitry-sur-Seine de 1825 à 1861. Il resta propriété d'une famille de pépiniéristes pendant près d'un siècle (de 1874 à 1965), puis la ville s'est portée propriétaire en 1979 et décide en 1984 d'en faire la nouvelle bibliothèque. Les travaux de construction et de restauration dirigés par l'architecte Louis Soria commencent fin 1988 et le bâtiment est inauguré le 5 novembre 1990.

#### Le château

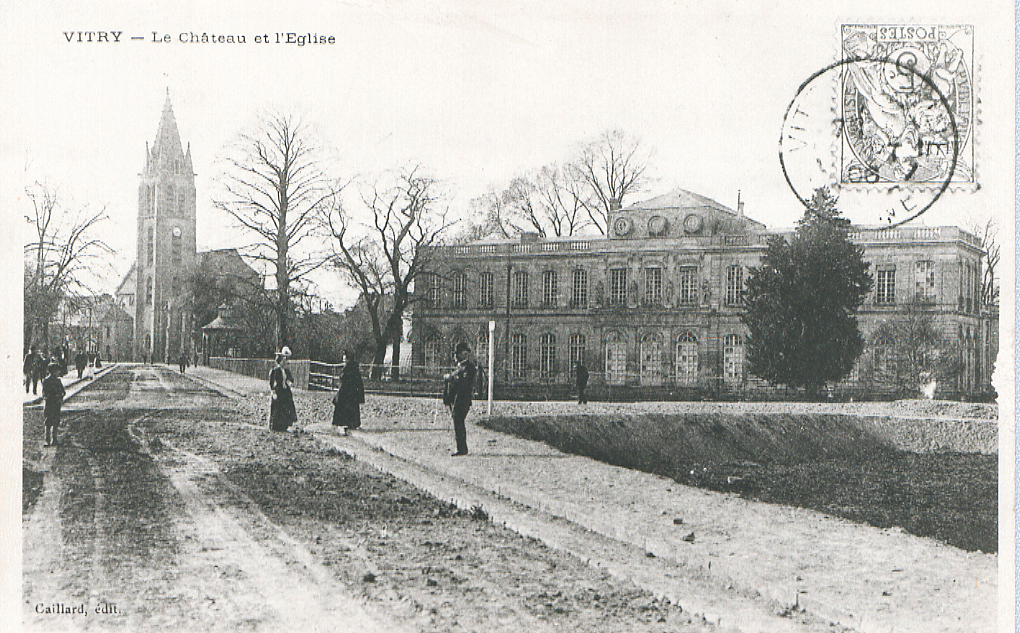
Le château de Vitry-sur-Seine (début XXe siècle) depuis l'avenue Danielle-Casanova© Service archives-documentations / Ville de Vitry.

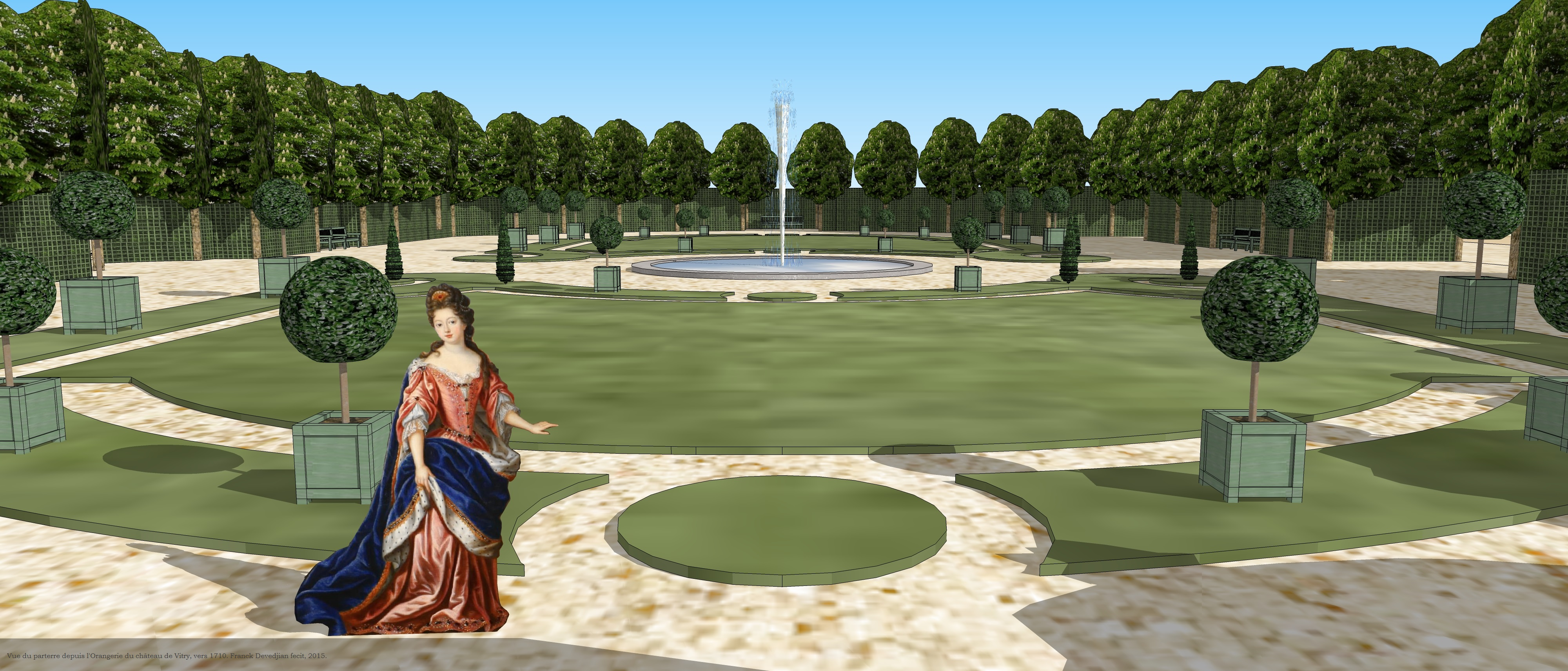
Vue du parterre depuis l'Orangerie du château de Vitry, vers 1710.

Claude François Paparel, trésorier des guerres de Louis XIV, fait construire un château en 1708,. Par la suite, différents propriétaires l’occupent dont le maréchal d’Alègre. Le château est proposé en 1907 comme hôtel de ville à la municipalité, mais l’achat du château est repoussé à la suite d'un référendum. Il est démoli en 1912 et les terres vendues en lotissements. Seul vestige de ce passé, la grille qui se trouvait au bout de l'allée des marronniers existe encore. Elle se trouve en bout de la place des Martyrs de la Déportation.

### Patrimoine culturel
La ville applique le 1 % artistique lors de la construction de bâtiments publics, ainsi plus de 100 sculptures d'art contemporain sont implantées dans la ville, notamment dans les établissements d'enseignement public (écoles, collèges et lycées). Des œuvres de
Claude Viseux (avenue Henri-Barbusse),
Pierre Székely (square de l'horloge), de Louis Chavignier (collège Gustave-Monod), Piotr Kowalski (place du Théâtre) ou encore Jean Dubuffet (place de la Libération) font de Vitry-sur-Seine un véritable musée hors les murs.

Depuis 2009 et l'arrivée du graffeur C215 dans la commune, l'art urbain s'y est développé avec le concours de nombreux autres artistes faisant largement reconnaître les murs de Vitry-sur-Seine une des villes-phares du street art,.

#### Théâtre Jean Vilar
Inauguré en 1972, le « Théâtre Jean Vilar » doit son nom à Jean Vilar (°1912 - †1971), acteur, metteur en scène, directeur de théâtre, et créateur du Festival d'Avignon,. Son premier directeur a été Jacques Lassalle, qui ensuite dirigera le Théâtre National de Strasbourg et la Comédie française. L’architecte Pierre Braslavsky et l’ingénieur scénographe Bernard Guillaumot ont collaboré à cette réalisation. En 1998, après un an de travaux, le nouveau théâtre rénové et agrandi par l’architecte Jean-Christophe Tougeron, rouvre ses portes. Il accueille depuis sa création de nombreux spectacles de théâtre, de danse et de musique, et la salle de spectacle peut accueillir jusqu'à 1 200 personnes.

#### MAC/VAL

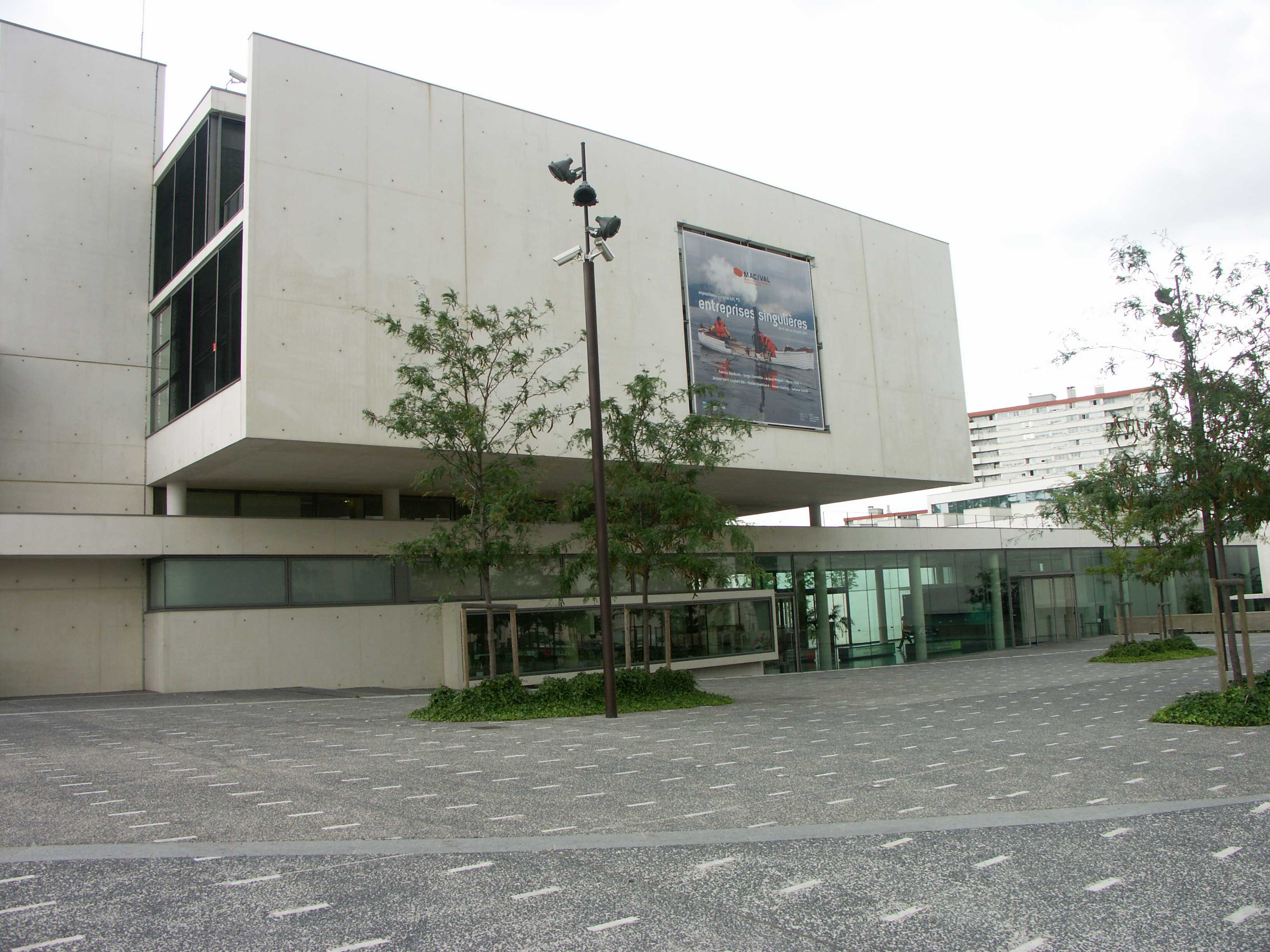
Musée d'art contemporain du Val-de-Marne (MAC/VAL).

Vitry-sur-Seine accueille le musée d'art contemporain du Val-de-Marne (MAC/VAL),. Inauguré le 18 novembre 2005, ce musée propose en outre des ateliers d'arts plastiques, un auditorium et un cinéma d'art et d'essais.

#### Galerie municipale Jean-Collet
La galerie municipale Jean-Collet, ouverte en 1982, présente en permanence des expositions d'art contemporain. L'espace de 500 m2 a été organisé sur deux niveaux dans les anciens bains-douches.

#### Exploradôme
En 2009 l'Exploradôme déménage du Jardin d'acclimatation à Vitry-sur-Seine. Musée interactif des sciences, du multimédia et du développement durable, il est situé sur la place du Marché à proximité du MAC VAL. Dans un bâtiment à l'architecture surprenante, l'espace de découverte scientifique invite à la manipulation et à l'expérimentation.

#### Bibliothèque Nelson-Mandela
Vitry-sur-Seine possède une bibliothèque municipale depuis 1879. Elle s'est installée en 1990 dans un ancien hôtel particulier situé rue Édouard-Tremblay et datant de la seconde moitié du XVIIIe siècle ; il est prolongé par une construction contemporaine créée par l'architecte Louis Soria. La façade et la toiture de l'hôtel particulier font l’objet d’une inscription au titre des monuments historiques depuis le 10 février 1962.
Sur cinq niveaux, la bibliothèque municipale Nelson-Mandela propose un large fonds de documents : 65 000 livres adultes, 49 000 livres jeunesse, 975 livres audio, 177 abonnements à la presse écrite, 1 000 partitions, 21 000 CD, 4 400 DVD et 230 livres électroniques.

#### La Briqueterie
En 2013 est inauguré le Centre de développement chorégraphique (CDC) du Val-de-Marne à Vitry-sur-Seine sur le site de la Briqueterie,. Le projet dirigé par l'architecte Philippe Prost et débuté en 2010 réhabilite une ancienne fabrique de briques construite en 1868. Le bâtiment est inscrit à l'Inventaire général du patrimoine culturel depuis 1995.

### Vitry-sur-Seine dans les arts et la culture

#### Vitry-sur-Seine dans la littérature
- Le roman Cet âge est sans pitié d'Henri Laville (publié en 1948 chez Julliard et réédité en 2018 par Pré-Textes[197]), a pour cadre l'orphelinat départemental de Vitry-sur-Seine (les locaux abritent actuellement le lycée Adolphe Chérioux), où l'auteur a été "pion" en 1937.
- Bien que la ville n'y soit pas nommée, le roman Sortie d'Usine, de François Bon (paru en 1982), trouve sa source dans le passage de l'auteur à l'usine Sciaky de Vitry-sur-Seine[198].
- Le livre La Pluie d'été de Marguerite Duras (paru en 1990) se déroule dans la ville[199]. Il y est notamment fait mention d'un arbre au croisement des rues Berlioz et Camelinat.

#### Vitry-sur-Seine dans la peinture
- Les Actions du Grand Condé, blocus de Paris 1649, toile de Sauveur Le Conte conservée au musée Condé[63]. Ce tableau représente les combats à Vitry-sur-Seine et le siège de Paris en 1649 par les troupes loyalistes emmenées par le Grand Condé pour assurer le blocus de Paris tenu par les frondeurs.

#### Vitry-sur-Seine au cinéma et à la télévision
- 1962 : le film La Guerre des boutons de Yves Robert a été tourné en partie au collège Adolphe-Chérioux de la rue Édouard Tremblay.
- 1992-1994 : la série télévisée française Seconde B a en partie été tournée dans l'actuel lycée Camille-Claudel[200].
- 2003 : le court métrage Art’n Acte Production de Farid Dms Debah a été tourné en partie au théâtre Jean Vilar de Vitry-sur-Seine[201].
- 2004 : le film Les Fautes d'orthographe de Jean-Jacques Zilbermann a été tourné au collège Adolphe-Chérioux[202].
- 2005 : le documentaire Entrez dans la danse de Denys Piningre a été tourné en partie au conservatoire de Vitry-sur-Seine[203].
- 2007 : le film Trois Amis de Michel Boujenah a été tourné en partie à Vitry-sur-Seine[204].
- 2009 : le documentaire Dans le regard de l'autre de Daniel Kupferstein a été tourné dans le quartier Balzac[205].
- 2010 : le documentaire La Cité du mâle de Cathy Sanchez a été tourné à Vitry-sur-Seine[206].
- 2010 : le documentaire Port à l'Anglais de Thierry Scharf a été entièrement tourné dans le quartier du Port à l'Anglais[207].
- 2011 : la série Les Beaux Mecs a été tournée à Vitry sur Seine, dans le quartier Mario Capra.
- 2013 : le film Les Garçons et Guillaume, à table ! de Guillaume Gallienne a été tourné en partie à Vitry-sur-Seine, au domaine Chérioux[208].
- 2014 : Colt 45 de Fabrice Du Welz et Frédéric Forestier.
- 2018 : Climax de Gaspar Noé.

#### Vitry-sur-Seine dans la musique
Les artistes de la ville ont contribué à l’essor du mouvement hip-hop en France depuis la fin des années 1980, et de nombreux artistes et groupes, comme Général Murphy, Lionel D, JND, KMKZ, EJM, le 113, Timide et sans complexe (dont Doudou Masta était membre), Mafia K'1 Fry, Rohff, Leck, Six Coups MC, Sté Strausz, Les Little (dont Sulee B Wax était membre) ou TLF, sont originaires de Vitry-sur-Seine.
La ville est aussi le siège de l’association Carl-Orff France, représentation française du mouvement international de pédagogie musicale active Orff-Schulwerk. L'association propose tout au long de l'année des stages, publications et conférences. Chaque été, au mois de juillet, l'association organise ses rencontres internationales, où des personnes du monde entier viennent se former à cette pédagogie musicale active originale.

### Personnalités liées à la commune

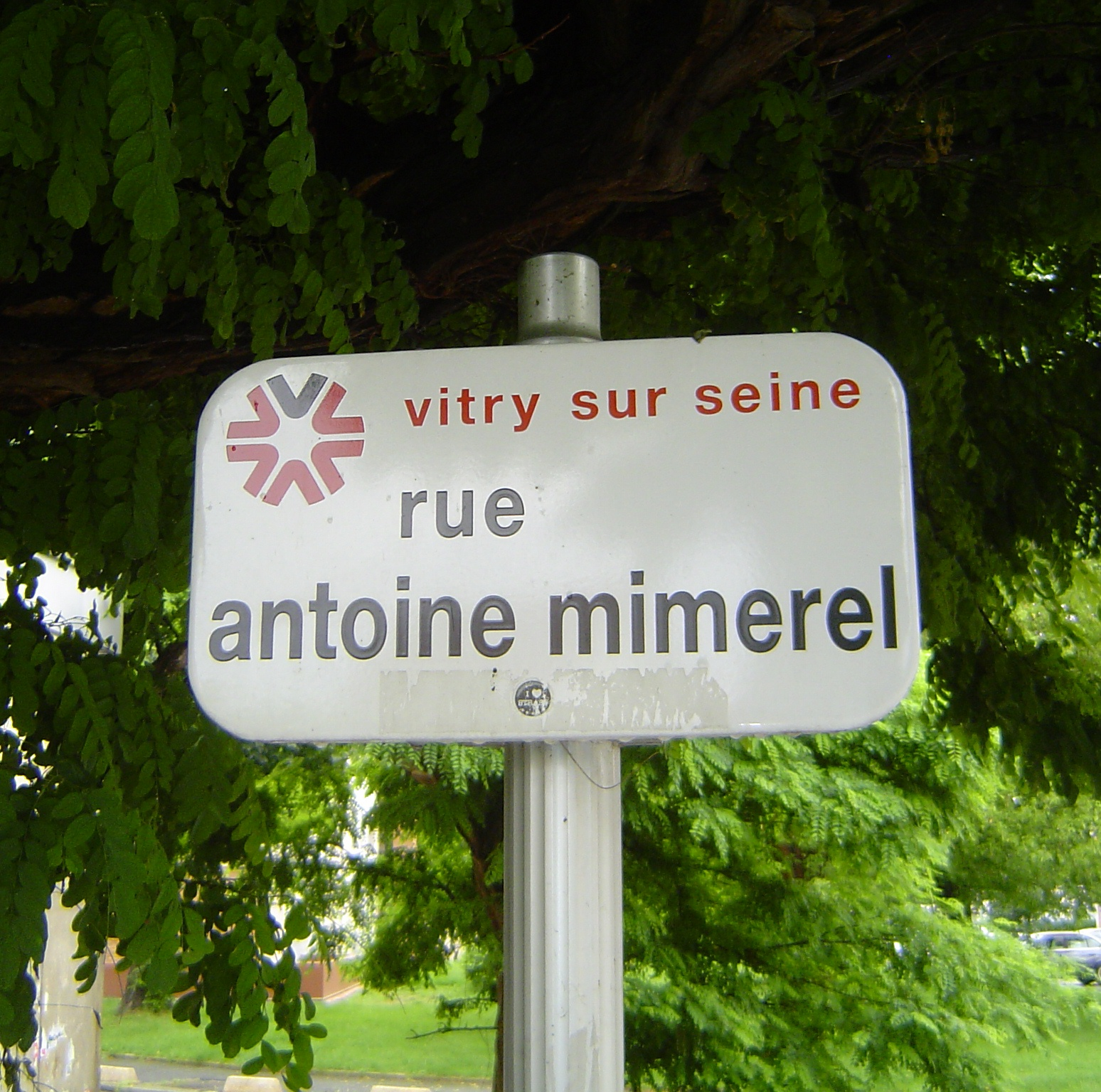
Rue Antoine Mimerel.

Outre les maires cités ci-dessus, de nombreuses personnalités sont liées à la commune dont :
- Antoine Mimerel (1854-1939), président de l'ordre des avocats au conseil d'État et à la cour de cassation, président du conseil d'administration de la société anonyme immobilière du Moulin Vert, cité-jardin de Vitry-sur-Seine. Il eut quatre fils dont trois sont morts au champ d'honneur durant la Première Guerre mondiale[Note 6].
- Maurice Thorez (1900-1964), député de la circonscription Ivry, Vitry-sur-Seine, Choisy-le-Roi.
- Léon Mauvais (1902-1980), secrétaire de la CGT.
- Jean Dréville (1906-1997), réalisateur, né à Vitry-sur-Seine.
- Pierre Raynaud (1921-2010), agent secret durant la Seconde Guerre mondiale, né à Vitry-sur-Seine.
- Michel Germa (1929-2007), homme politique (PCF), né à Vitry-sur-Seine.
- Daniel Duval (1944-2013), acteur, réalisateur et scénariste, né dans cette ville.
- Franck Badiou (1967-), vice-champion olympique de tir.
- Rim'K (1978- ), rappeur du 113 et de la Mafia K'1 Fry et aussi habitant de la cité Camille-Groult.
- Rohff (1977- ), aussi appelé ROH2F ou Padre (Housni Mkouboi), producteur, icône du rap, a grandi à Vitry-sur-Seine, à Robespierre.
- Mokobé (1976- ), rappeur du 113 a grandi à Robespierre.
- Cédric Bakambu (1991-), footballeur congolais (RDC).
- Squeezie, (1996- ), vidéaste français.
- I.K (1980- ), producteur, et ancien membre du groupe de rap TLF avec Alain 2 l'ombre, tous deux originaires de Vitry-sur-Seine à Robespierre.
- Jérémy Ménez (1987-) Ancien footballeur international français, a grandi à Vitry-sur-Seine dans le quartier du Moulin-Vert.
- Jimmy Briand (1985-) Ancien footballeur international français, est né à Vitry-sur-Seine .
- Camille Lellouche (1986-) Actrice, humoriste et chanteuse française , a grandi à Vitry-sur-Seine.

### Héraldique, logotype et devise
| Blason de Vitry-sur-Seine | Blason  | D'argent à un arbre accosté de six peupliers, plus petits, rangés trois à dextre, trois à senestre, le tout terrassé de sinople ; à une navette d'or et une canette de gueules passées en sautoir brochant sur le fût de l'arbre. |
| Blason de Vitry-sur-Seine | Détails | Inspiré par le sceau utilisé par le premier maire élu de Vitry-sur-Seine au début de la Révolution, le blason est le symbole de la commune depuis 1942,. Il représente sept arbres, pour rappeler les nombreuses pépinières présentes sur le territoire, et une navette et une canette pour rappeler que les tisserands composaient à cette époque la principale industrie de la commune. Le statut officiel du blason reste à déterminer. |

Logo de la ville.

En décembre 1972 la ville choisit un logo sur le thème du V de Vitry, avec six V en étoile suggérant une idée de dynamisme, d'ouverture et de croisement.

## Pour approfondir